# Neue Burg

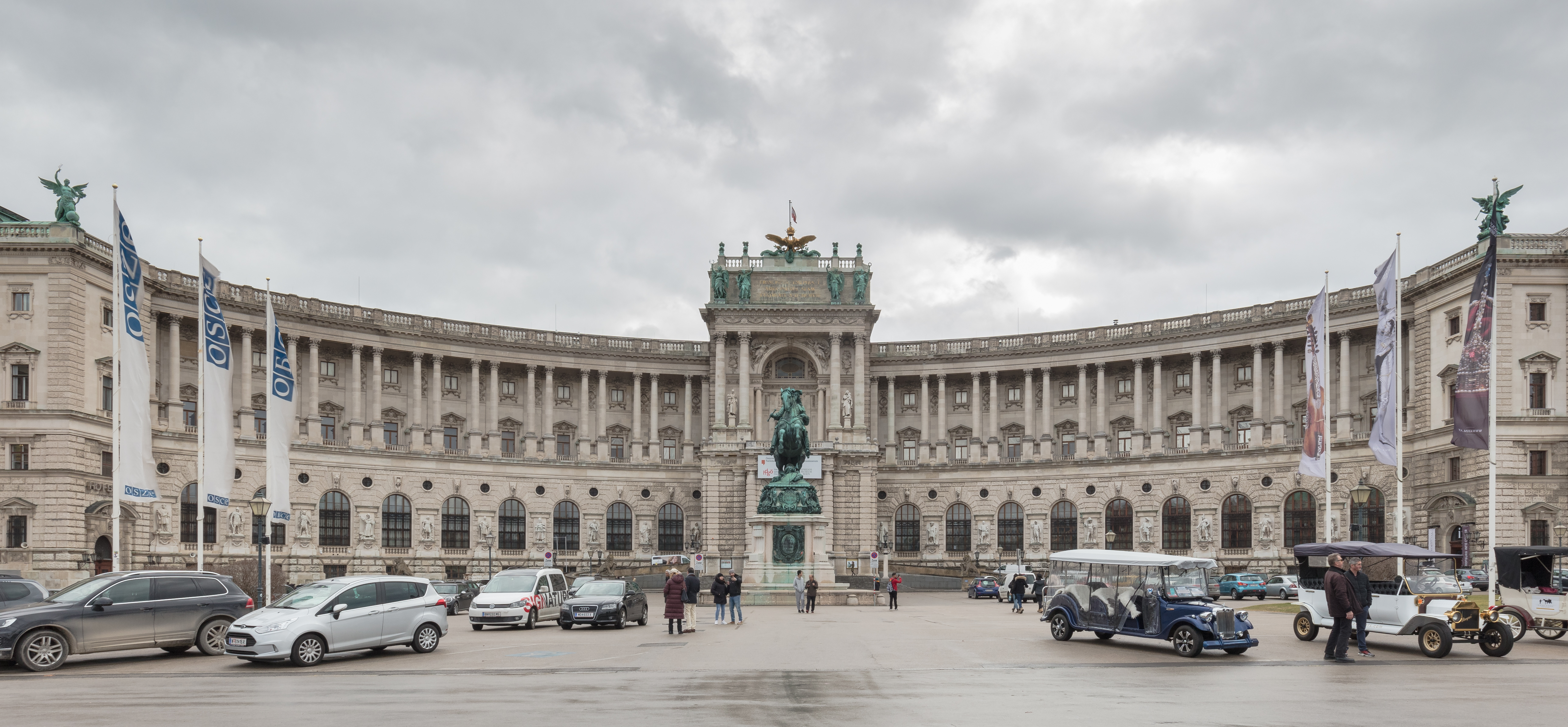
Neue Burg

Die Neue Burg am Heldenplatz ist der jüngste Trakt der Hofburg in der österreichischen Bundeshauptstadt Wien. Der Neobarockbau wurde 1881 bis 1913 durch Franz Joseph I. von Gottfried Semper und Karl von Hasenauer als Teil des monumentalen Kaiserforums errichtet. Von der geplanten Dreitrakteanlage wurde nur der südöstliche Burggartentrakt ausgeführt; der nordwestliche Volksgartentrakt und der zentrale Thronsaaltrakt blieben unausgeführt. Damit ist das Kaiserforum bis heute unvollendet.
In der Neuen Hofburg befinden sich die Lesesäle, das Papyrusmuseum und das Haus der Geschichte Österreich der Österreichischen Nationalbibliothek, sowie das Weltmuseum, die Sammlung alter Musikinstrumente, die Hofjagd- und Rüstkammer und das Ephesos Museum des Kunsthistorischen Museums.

## Geschichte

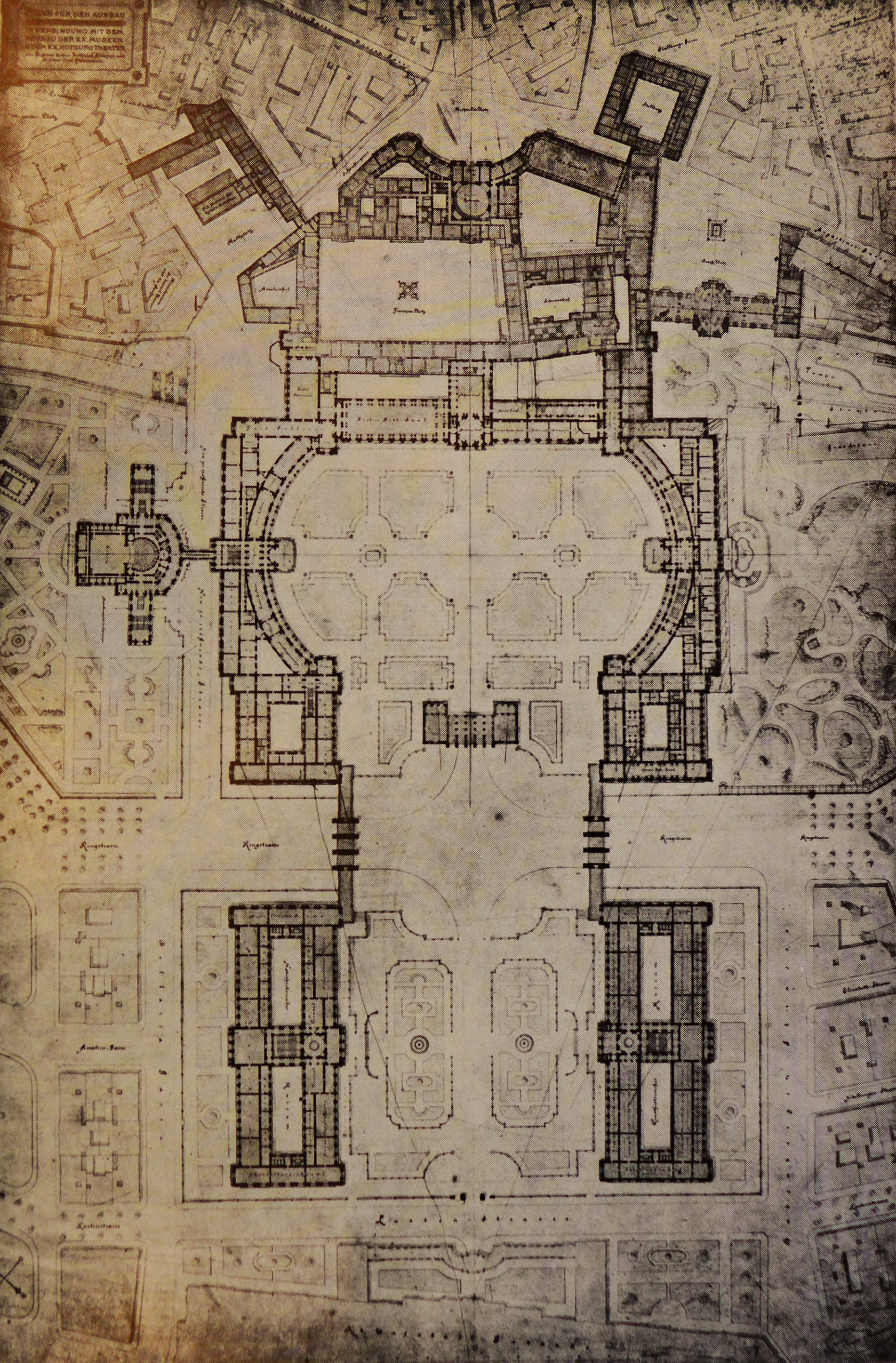
Plan des Kaiserforum von Gottfried Semper, 1869. In der Mitte rechts der Burggartentrakt.

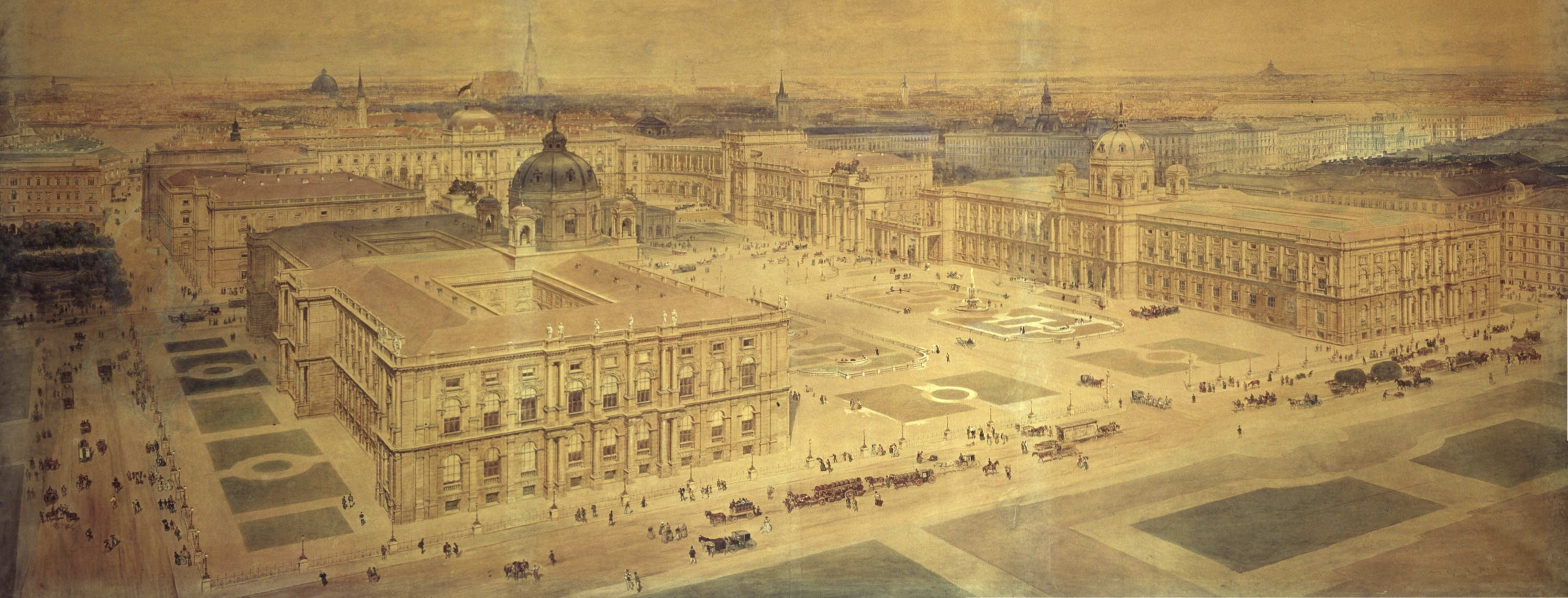
Gemälde des Kaiserforums von Rudolf von Alt, 1872. Im Hintergrund mittig der Burggartentrakt.

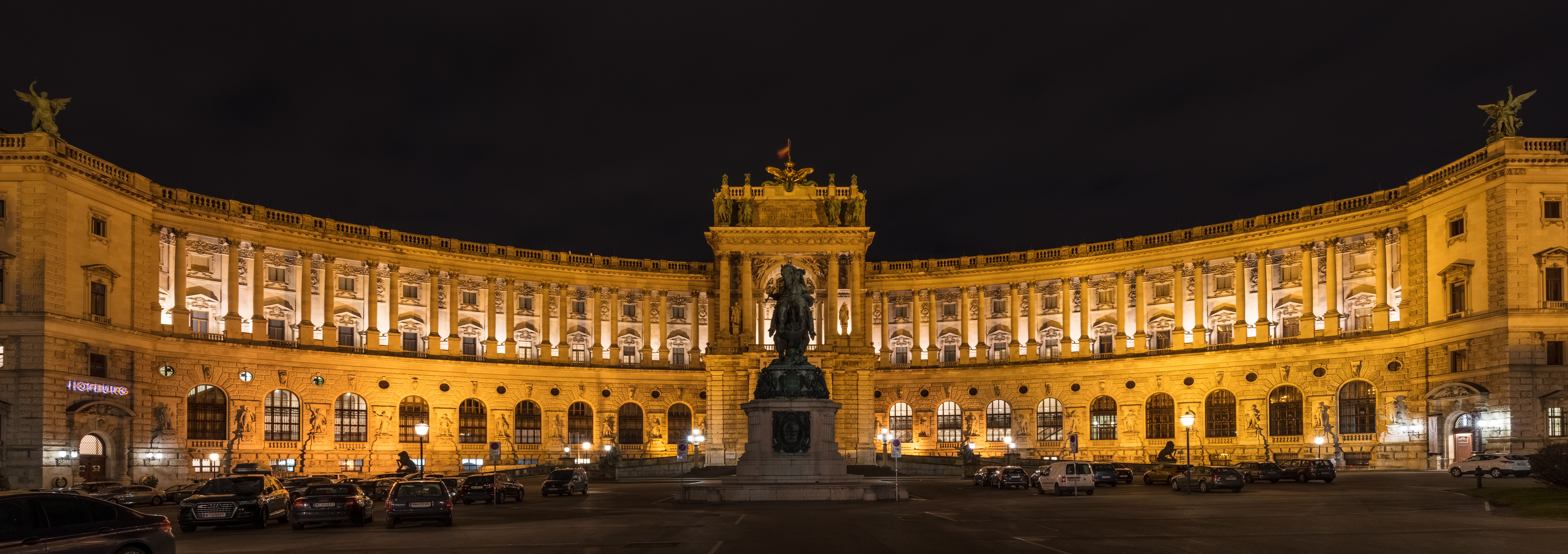
Die Neue Hofburg bei Nacht

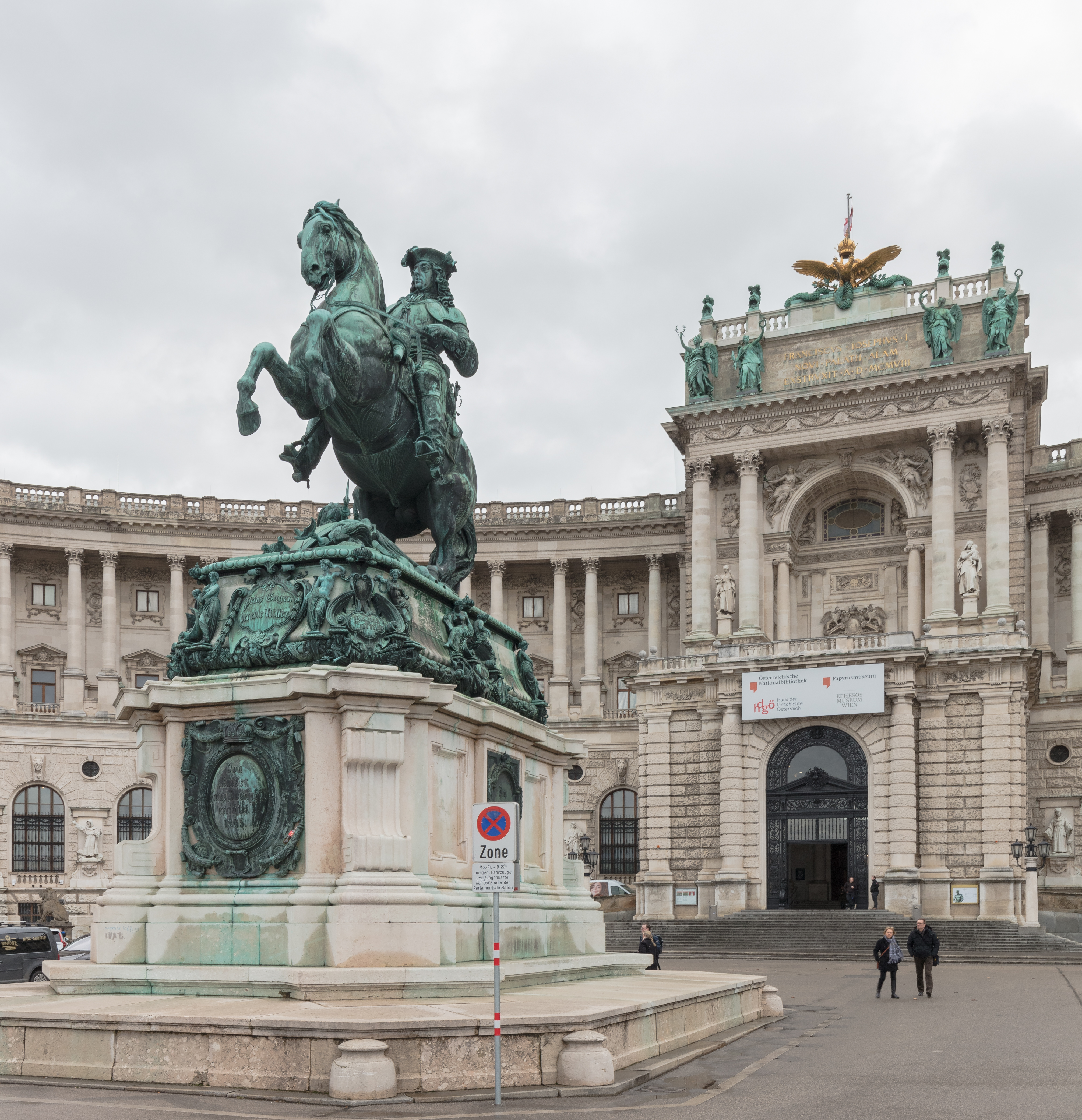
Das Prinz-Eugen-Denkmal vor dem Portal

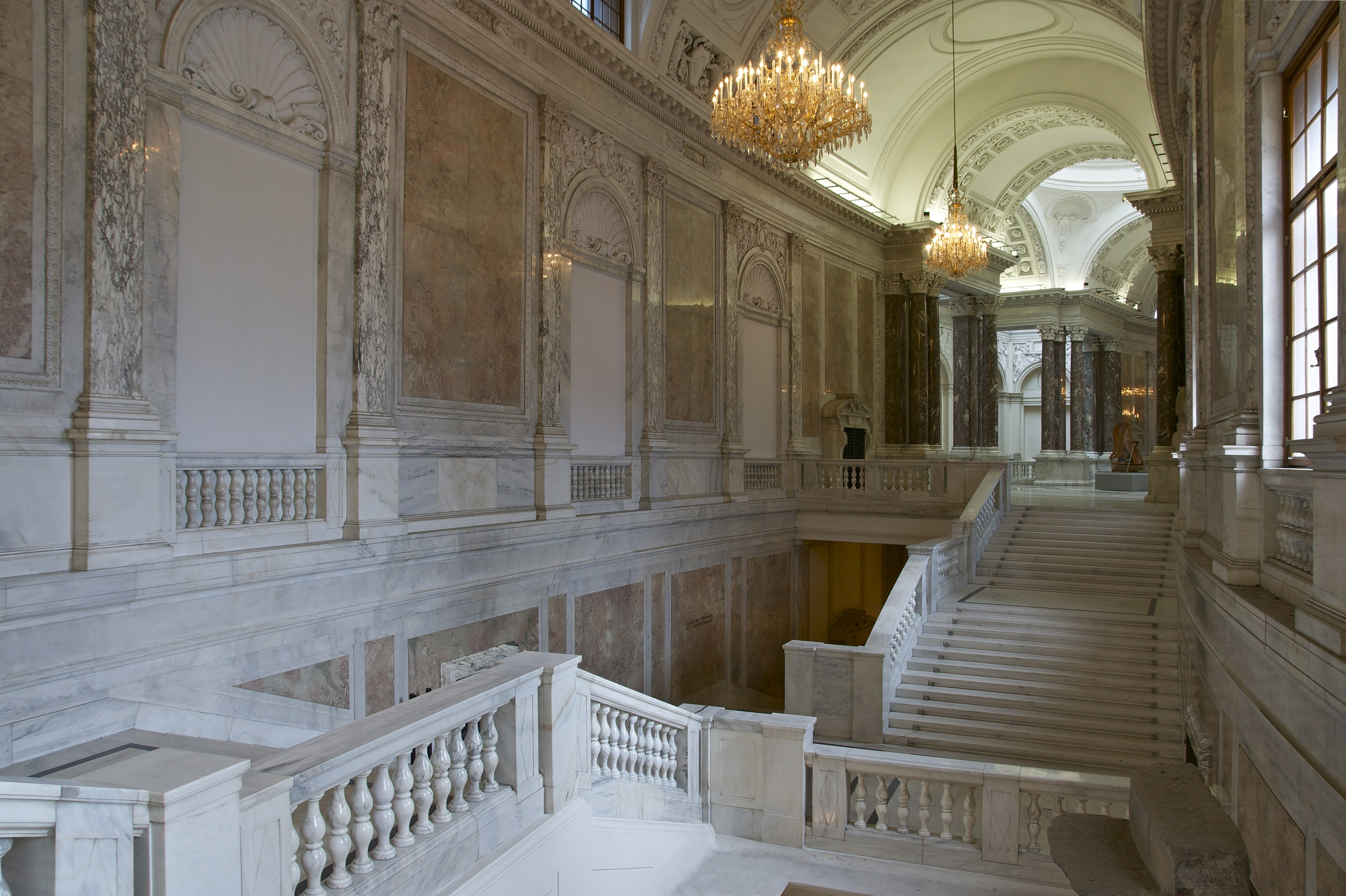
Die Prunkstiege

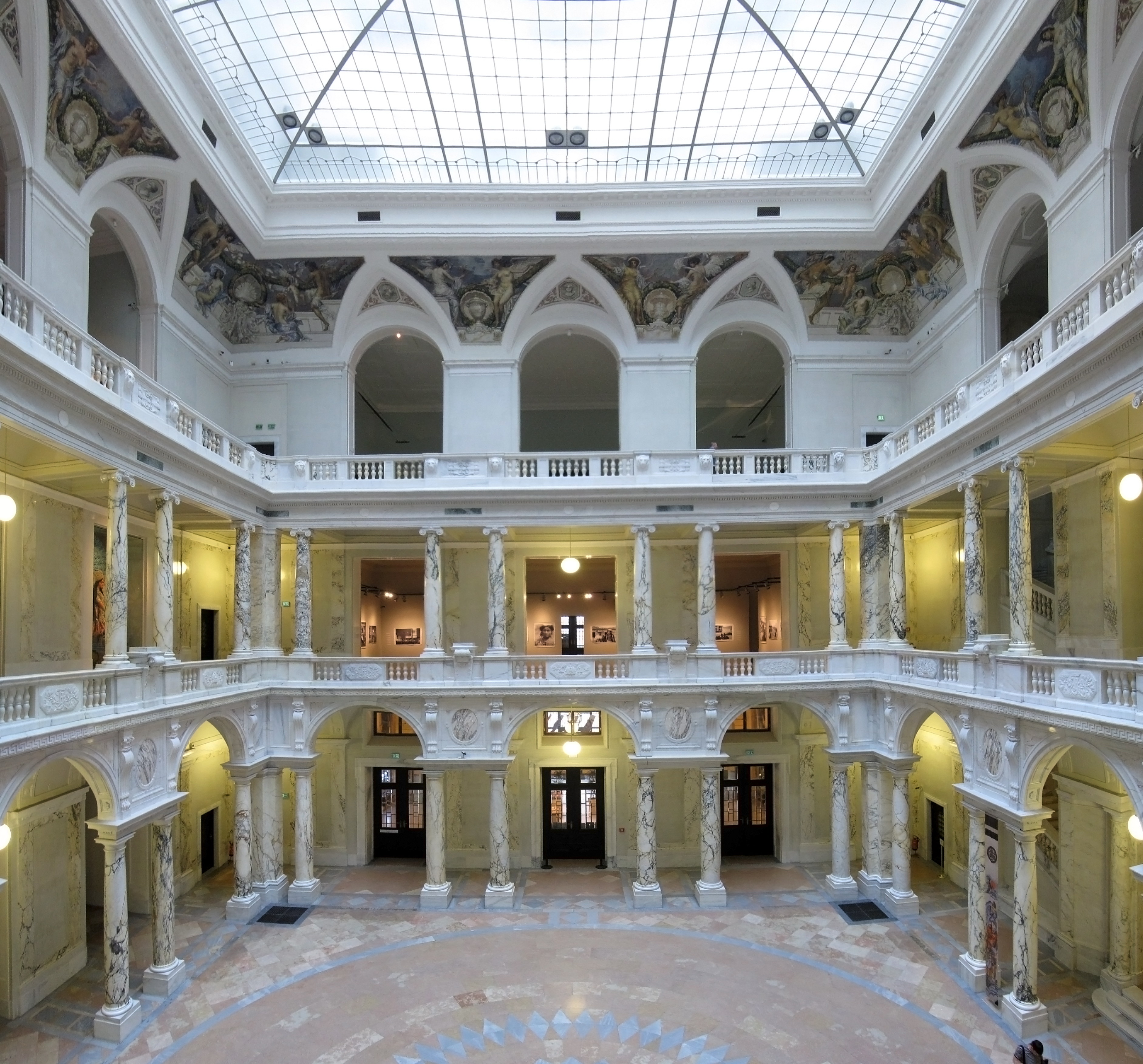
Der Lichthof

### Monarchie (bis 1918)
Nach der Vergrößerung Wiens in Folge der Schleifung der Stadtbefestigung in den 1860er Jahren erfuhr die Hofburg ihre letzte große Erweiterung. Es wurde ein Kaiserforum geplant, ein zweiflügeliger Bau, der über die Ringstraße hinausreichte, mit den Zwillingsmuseen (Kunsthistorisches Museum und Naturhistorisches Museum) als Flanken und einem Abschluss an den alten Hofstallungen. Das Projekt wurde von Gottfried Semper und später von Karl Freiherr von Hasenauer geleitet. Die Museen wurden 1891 fertiggestellt, aber der Bau des restlichen Forums zog sich in die Länge, da die Kosten stiegen und keine wirkliche Funktion für das riesige Bauprojekt gefunden werden konnte. 1913 wurde die Neue Burg als südwestlicher Flügel fertiggestellt. Das Kaiserforum blieb ein Torso.
Nachdem seit 1871 an den beiden Hofmuseen gebaut worden war, genehmigte der Kaiser 1881 den neobarocken Bau des „Hofburgflügels gegen den Kaisergarten“. Nach dem Tod Hasenauers leiteten 1894–97 dessen Schüler Bruno Gruber und Otto Hofer sowie 1897–99 die Beamten Emil von Förster und Julian Niedzielski mehr oder weniger glücklos den Bau, bis 1899 Friedrich Ohmann zum Hofburg-Architekten berufen wurde. Er konnte unter anderem das Glashaus im Burggarten errichten.
Mit ihren drei Trakten sollte die Neue Hofburg den Raummangel in der Alten Hofburg beseitigen. Der südöstliche Burggartentrakt sollte die Wohnräume der Kaiserfamilie aufnehmen; der zentrale Thronsaaltrakt die Prunkräume der Österreichisch-Ungarischen Monarchie; und der nordwestliche Volksgartentrakt die Wohnräume der Staatsgäste.
Der Bau ist einerseits durch die örtlichen Gegebenheiten, andererseits durch ständige Planänderungen sehr kostspielig geworden. Die Fundamente mussten bis zu 25 m tief gegraben werden, da sich der Standort auf dem aufgelockerten Areal der ehemaligen Stadtgräben und unterirdischen Verteidigungsanlagen befand. Für diese Fundamente wurde der poröse Leitha-Kalksandstein aus Winden am See genommen. Die besonders belasteten Teile der mittragenden Steinfassade sind aus hartem Wöllersdorfer Stein. Der Sockel besteht aus dem weißen Kalkstein von Duna-Almás bei Süttö westlich von Esztergom in Ungarn. Die Verblendung des Mauerwerks besteht aus Kreide-Karstkalken von Marzana in Istrien, von der Insel Brač, Kroatien. Zahlreiche Schlosser- und Kunstschmiedearbeiten wurden von Alexander Nehr geschaffen.
Nachdem 1906 Kaiser Franz Joseph seinen Neffen und Thronfolger Franz Ferdinand von Österreich-Este zum Protektor des Burgbaus ernannt hatte, wurde Ohmann von Ludwig Baumann abgelöst, der den Bau bis 1923 weiterführte, jedoch nicht mehr vollenden konnte.

### Erste Republik (1919–1934)
Am Ende der Monarchie war der riesige Baukomplex der Hofburg weit von seiner Vollendung als vollständig ausgebaute Residenz entfernt. Der unfertige Bauzustand bezieht sich zum einen auf den fehlenden zweiten Flügel, vor allem aber auf weite Bereiche des Innenraums. Am Beginn der Ersten Republik war die Gestaltung der Außenfassade bis auf wenige Figuren abgeschlossen, innen war die Neue Burg jedoch über weite Teile noch Baustelle. Nur das sogenannte Corps de Logis zur Ringstraße hin war fertiggestellt (heute Weltmuseum Wien und Bildarchiv und Grafiksammlung der Österreichischen Nationalbibliothek).
Ab 1921 wurde die Neue Burg 15 Jahre lang für die Wiener Messe genutzt, die das Stiegenhaus und einzelne Räume für Ausstellungs- und Verkaufszwecke nutzte (sogenannte „Gewerbsproduktenausstellungen“). Pläne dieser Zeit für die Unterbringung großer Museen scheiterten ebenso wie ein groß angelegtes Hotelprojekt des Architekten Ludwig Baumann und ein Vergnügungs- und Kinozentrum, das Marcel Kammerer vorgeschlagen hatte.

### Ständestaat (1934–1938)
Während die übertrieben prunkvolle Hülle aus der späten Habsburgermonarchie in der Ersten Republik eher einen Fremdkörper dargestellt hatte, passte die Neue Burg perfekt zur Selbstdarstellung der austrofaschistischen Diktatur. Bereits im Jahr 1933 geriet das Gebäude in das Blickfeld der autoritären Stadtplanung mit eigener ideologischer Stoßrichtung: Die erste größere Ausstellung, mit der die Neue Burg der Öffentlichkeit zugänglich gemacht wurde, war 1934 die historische Waffensammlung des Kunsthistorischen Museums, geprägt von einer verklärenden Sicht auf die österreichische Vergangenheit und die Dynastie der Habsburger, in denen Ritterlichkeit und Tapferkeit als Tugenden vermittelt wurden, um das katholische, reaktionäre Österreich als „besseres Deutschland“ zu vermitteln. Die Präsentation von Geschichte diente hier auch zur Rechtfertigung der Zerstörung von Demokratie. Wenig versteckt spiegelten die Leistungen großer Männer in der Geschichte auch den Führerkult der Dollfuß-Propaganda. Die Nationalsozialisten ergänzten ab 1941 diese Ausstellung um geraubte Waffen aus französischen Museen.
Die austrofaschistische Denkmalkultur prägte auch die Nutzung der Außenfassade: Nach der Ermordung des Diktators Dollfuß durch österreichische Nationalsozialisten diente die Neue Burg im August 1934 als Kulisse für eine politische Großkundgebung. Dazu wurde der gesamte Mittelteil mit einer überdimensionalen Totenmaske verdeckt. Ab 1936 wurde eifrig an einer Umgestaltung der Außenfassade in ein Kaiser-Franz-Josef-Denkmal gearbeitet, das jedoch nicht mehr vor dem „Anschluss“ fertiggestellt wurde.

### Nationalsozialismus (1938–1945)
Nach dem „Anschluss“ war die Neue Burg für das NS-Regime das ideale Gebäude, um die eigenen Machtansprüche sichtbar zu machen. Die Ansprache Adolf Hitlers von der Terrasse über dem Haupteingang der Neuen Burg wurde zum zentralen Moment der nationalsozialistischen Geschichte Österreichs. Mehrere Plaketten und Inschriften im Boden und an der Brüstung der Terrasse der Neuen Burg sollten den Ort für die NS-Propaganda dauerhaft besetzen.
Diese Deutung drehte sich im Jahr 1945: Aus einem Ort des Triumphs und der „Vollendung der deutschen Mission“ wurde es zu einem Ort der Schande. Der Heldenplatz und der „Hitlerbalkon“ der Neuen Burg wurde zu den wichtigsten Bezugspunkten der Erinnerungskultur und Zeitgeschichte in Österreich. Die Bilder der NS-Propaganda gingen um die Welt: Heute ist der „Hitlerbalkon“ einer der zentralen Orte der Geschichte des Nationalsozialismus von europäischer Bedeutung. Erstmals beendete die Expansionspolitik Hitlerdeutschlands die Existenz eines souveränen Staates.
Die Nationalsozialisten stellten die Neue Burg fertig, um sie für Großausstellungen, die Organisation des Kunstraubs und die Propaganda zu verwenden. Für „Führerbesuche“ wurden 1938 und 1939 die Rohbauten vollendet. Danach diente die Neue Burg als Ausstellungshaus: 1940 rückte eine Schau das „Das Wiener Forum in Plänen und Modellen“ ins Zentrum, 1942 die Propagandaausstellung „Der Sieg im Westen“.
Ab dem Jahr 1938 diente der Erste Stock der Neuen Burg zur Organisation des Kunstraubs: Das Kunsthistorische Museum und die Denkmalbehörde betrieben hier das „Zentraldepot der beschlagnahmten Kunstgegenstände“ geraubter Kunstwerke und Kunstobjekte aus großen Wiener Sammlungen. Diese wurden zunächst erfasst und dann in verschiedene Museen und an private Profiteure des Nationalsozialismus weiterverteilt. Eine der größten Ausstellungen in der Neuen Burg diente davor jedoch noch dazu, diesen Kunstraub vor aller Augen sichtbar zu machen.

### Gegenwart (seit 1945)

Festsaaltrakt (12), Neue Burg (14) und Corps de Logis (15) im Ensemble der Hofburg

Die Neue Burg beherbergt mehrere Museen. Im Hochparterre befindet sich linkerhand der Lesesaal der Österreichischen Nationalbibliothek, als zentraler wissenschaftlicher Bibliothek der Republik Österreich. Insgesamt verfügt sie über mehr als 12 Millionen Objekte, wovon rund 4 Millionen Bücher sind. In der zugehörigen Kartensammlung werden seit dem 16. Jahrhundert Landkarten gesammelt; daran angeschlossen ist das weltweit einzige Museum für Globen, in dem 695 Globen und andere astronomische Instrumente verwahrt werden.
Darüber im Mezzanin sind die Papyrussammlung und das Papyrusmuseum untergebracht. Die Papyrussammlung Wien ist mit 180.000 Objekte aus 3000 Jahren ägyptischer Geschichte (etwa 1500 v. Chr.–1500 n. Chr.) eine der bedeutendsten Sammlungen ihrer Art weltweit. Im Jahr 2001 wurde der Kern der Sammlung, die „Papyruskollektion Erzherzog Rainer“ (1. Fayyumer Fund), in das Weltdokumentenerbe der UNESCO aufgenommen. Ergänzt wird sie durch eine umfangreiche papyrologische Bibliothek mit 19.500 Werken. Im linken Teil der Neuen Burg ist seit Dezember 1978 das Ephesos Museum zu finden. Die Funde der Sammlung trafen zwischen 1896 und 1906 mit insgesamt sieben Transporten aus Ephesos ein und gehören zum Bestand der Antikensammlung des Kunsthistorischen Museums in Wien.
Zentral über die Stockwerke erstreckt sich seit dem 10. November 2018 das Haus der Geschichte Österreich (HGÖ).  All diese Museen sind über den Haupteingang zur Neuen Burg erreichbar. Die ca. 250 m² große Terrasse (Altane) über dem Portal, auf der Adolf Hitler 1938 den „Anschluss Österreichs“ an das Deutsche Reich verkündete, ist Teil des HGÖ und momentan nicht öffentlich zugänglich. Separat, im Corps de Logis, befinden sich das Weltmuseum Wien, die Hofjagd- und Rüstkammer (eine der bedeutendsten Waffensammlungen der Welt) und die Sammlung alter Musikinstrumente. Der Festsaaltrakt mit dem rund 1.000 m² großen Festsaal gehört zum Konferenzzentrum Hofburg.

## Skulpturenschmuck
Im Zuge der Errichtung der Neuen Burg wurden auf dem Heldenplatz die monumentalen Reiterstatuen der beiden österreichischen Feldherren, Prinz Eugen von Savoyen und Erzherzog Karl, errichtet.
Die großen gusseisernen, verzierten Tore und Gitter von Anton Biró an der Neuen Burg und am Corp de Logis waren ursprünglich grün angestrichen und vergoldet. Im Laufe der Zeit wurden sie schwarz angestrichen, und die ursprüngliche Farbgebung geriet in Vergessenheit. Im Laufe von Sanierungsarbeiten Anfang des 21. Jahrhunderts kamen bei Untersuchungen die ursprünglichen Farben wieder zum Vorschein und wurden rekonstruiert.
Die Fassade zum Heldenplatz ist mit 20 Statuen von Gestalten der österreichischen Geschichte geschmückt, die 1895–1901 nach einem Bildprogramm Albert Ilgs entstanden (Liste von links nach rechts):
1. Johann Scherpe: Markomanne
2. Wilhelm Seib: Römischer Soldat
3. Anton Brenek: Bajuware
4. Carl Kundmann: Glaubensbote
5. Johann Koloc: Slawe
6. Edmund von Hellmer: Fränkischer Graf
7. Rudolf Weyr: Magyare
8. Viktor Tilgner: Kreuzfahrer
9. Josef Valentin Kassin: Seefahrer
10. Stefan Schwartz: Ritter
11. Edmund Hofmann von Aspernburg: Magister
12. Hugo Haerdtl: Kaufherr
13. Emmerich Alexius Swoboda von Wikingen: Bürger
14. Werner David: Bergmann
15. Anton Schmidgruber: Landsknecht
16. Franz Koch: Wallensteinischer Soldat
17. Anton Brenek: Pole 1683
18. Richard Kauffungen: Wiener Bürger 1683
19. Anton Paul Wagner: Befreiter Bauer
20. Johann Silbernagl: Tiroler 1809

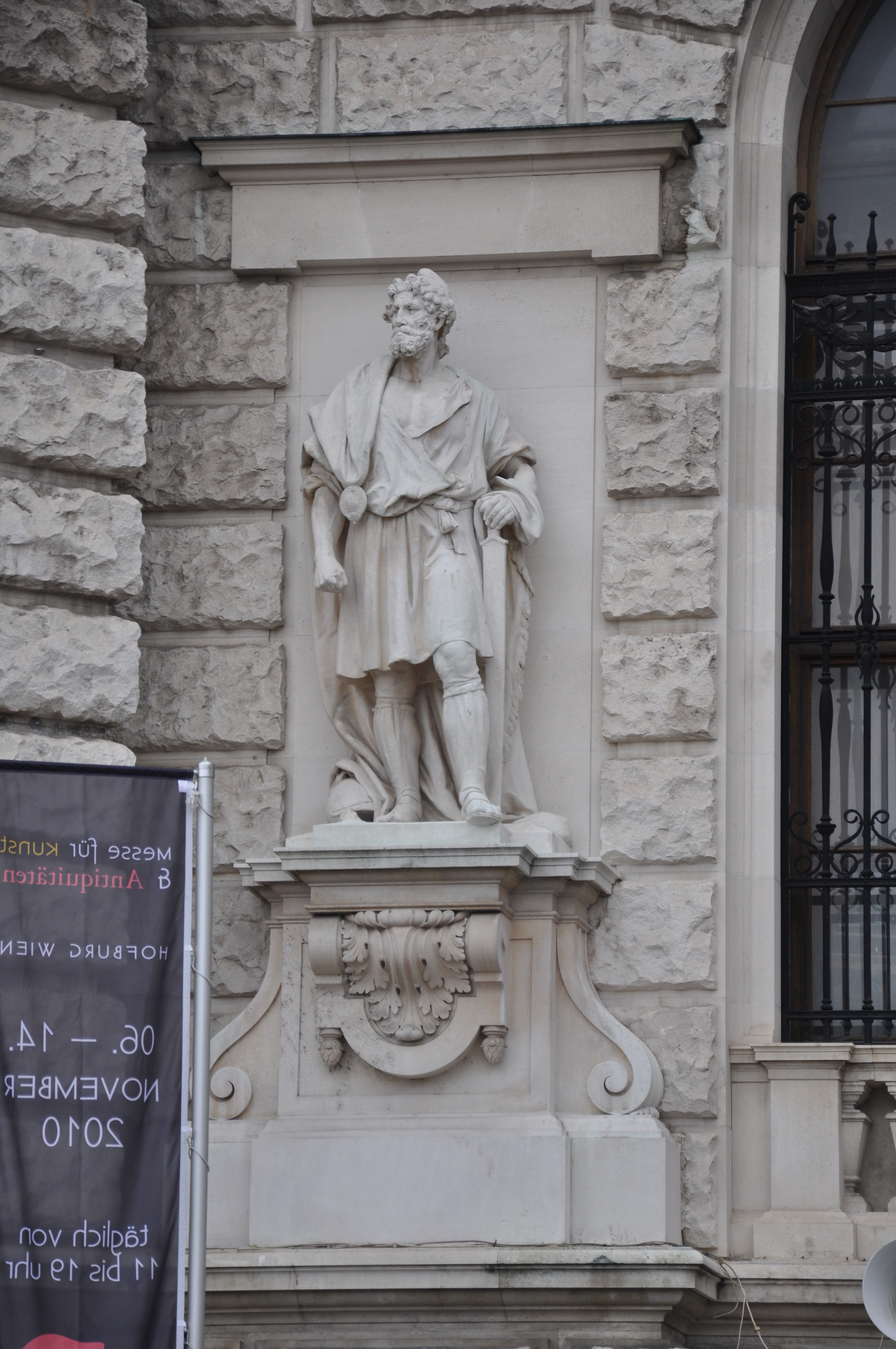
Statue „Markomanne“
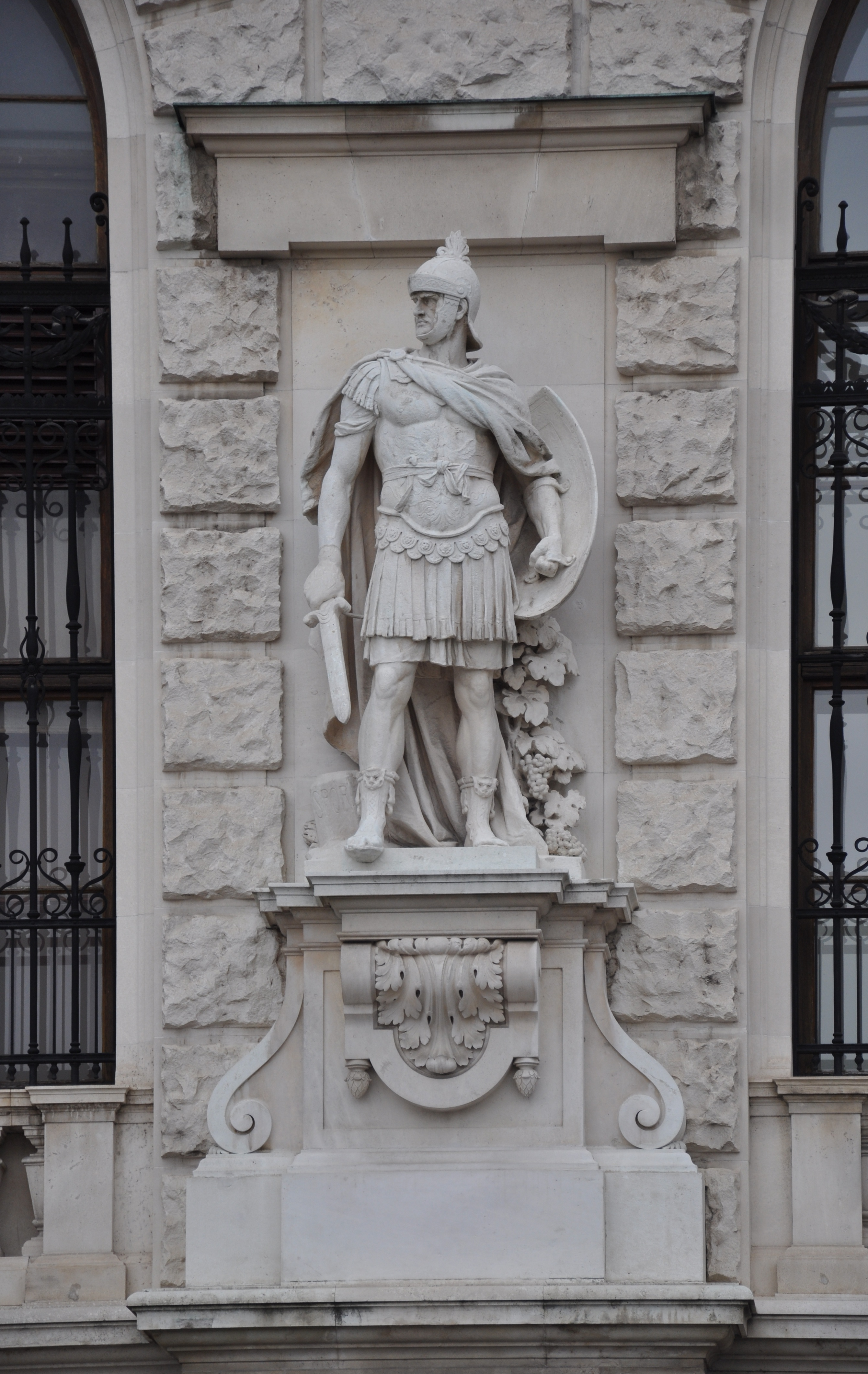
Statue „Römischer Soldat“
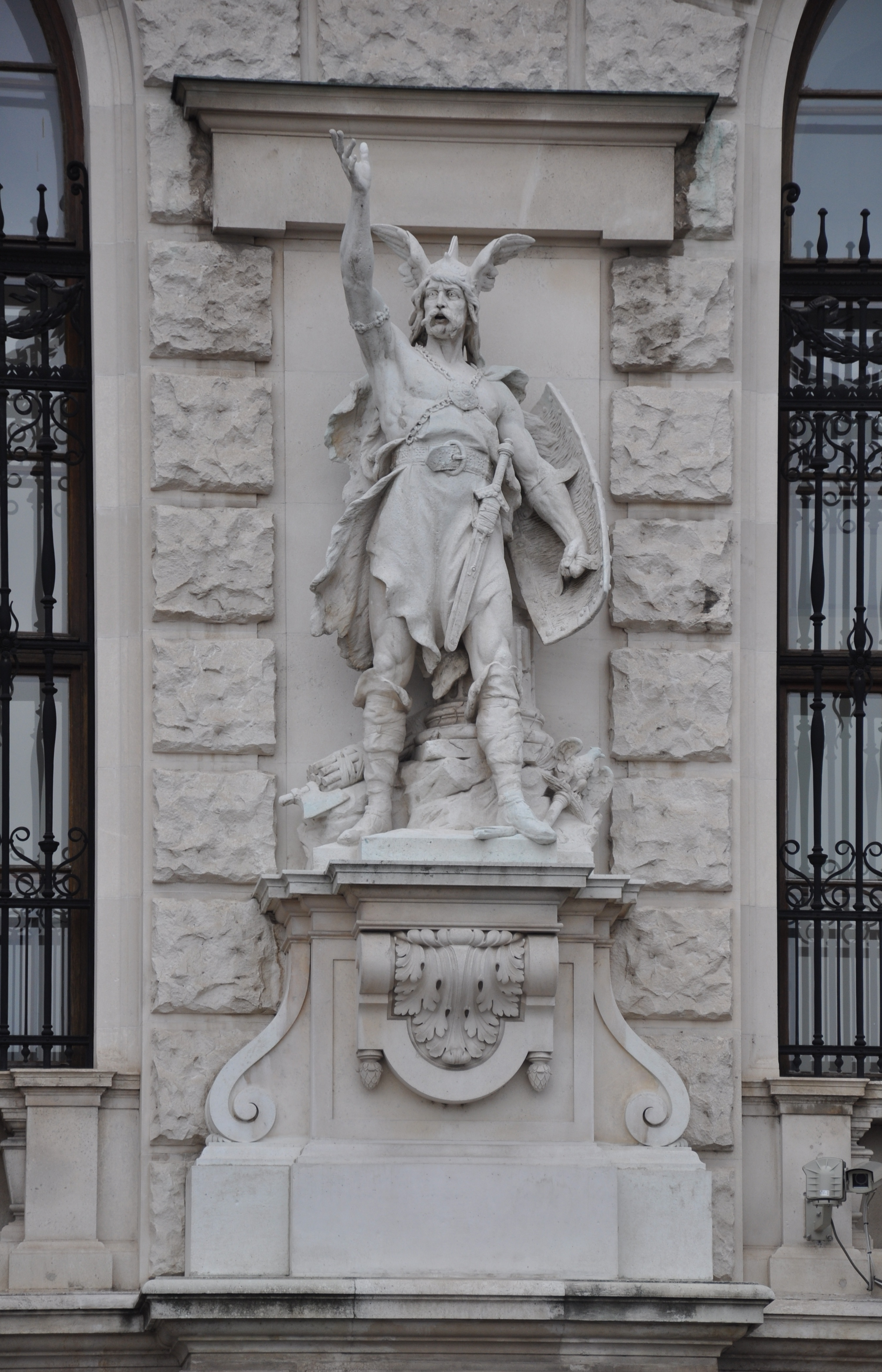
Statue „Bajuware“
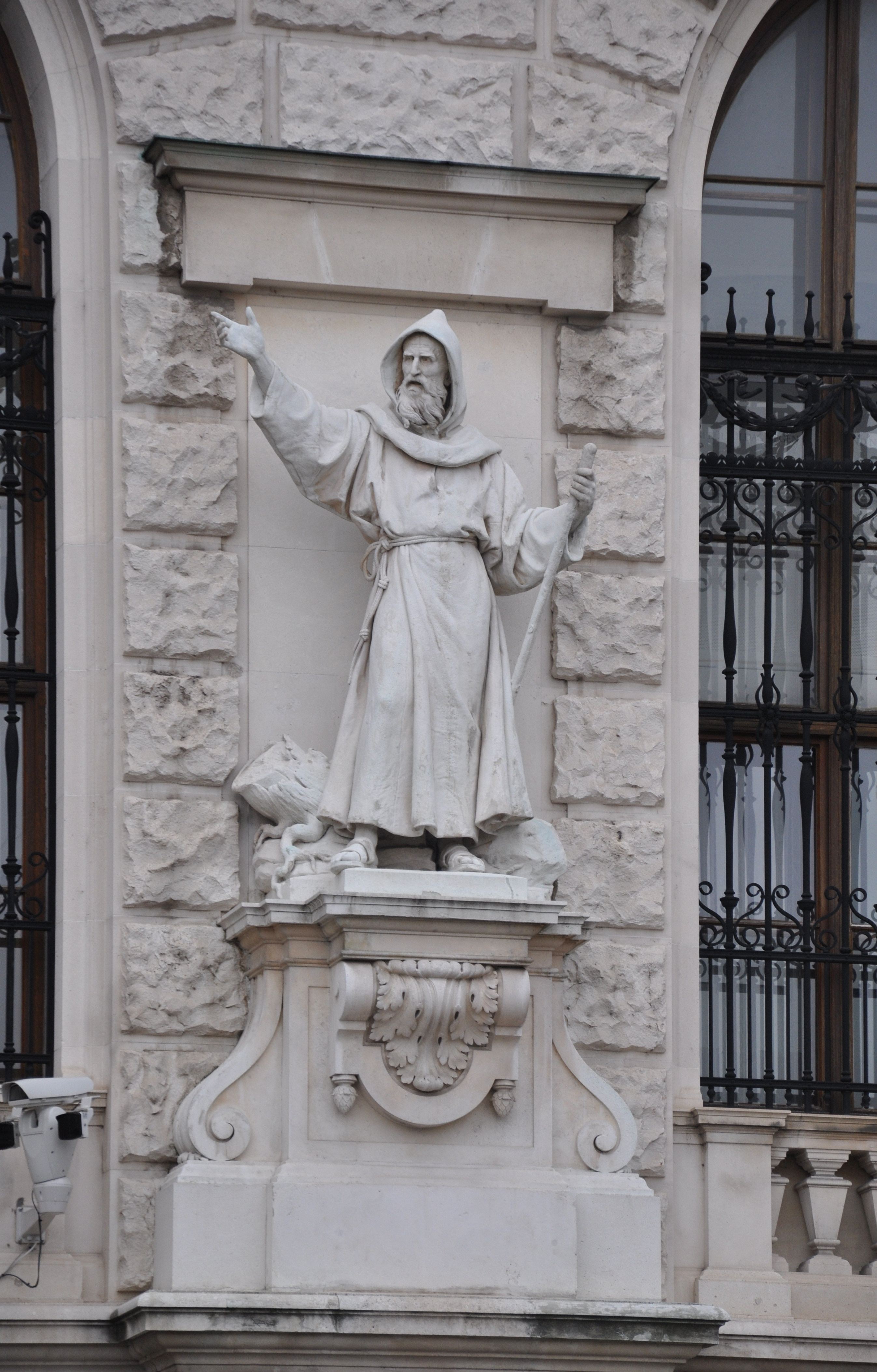
Statue „Glaubensbote“
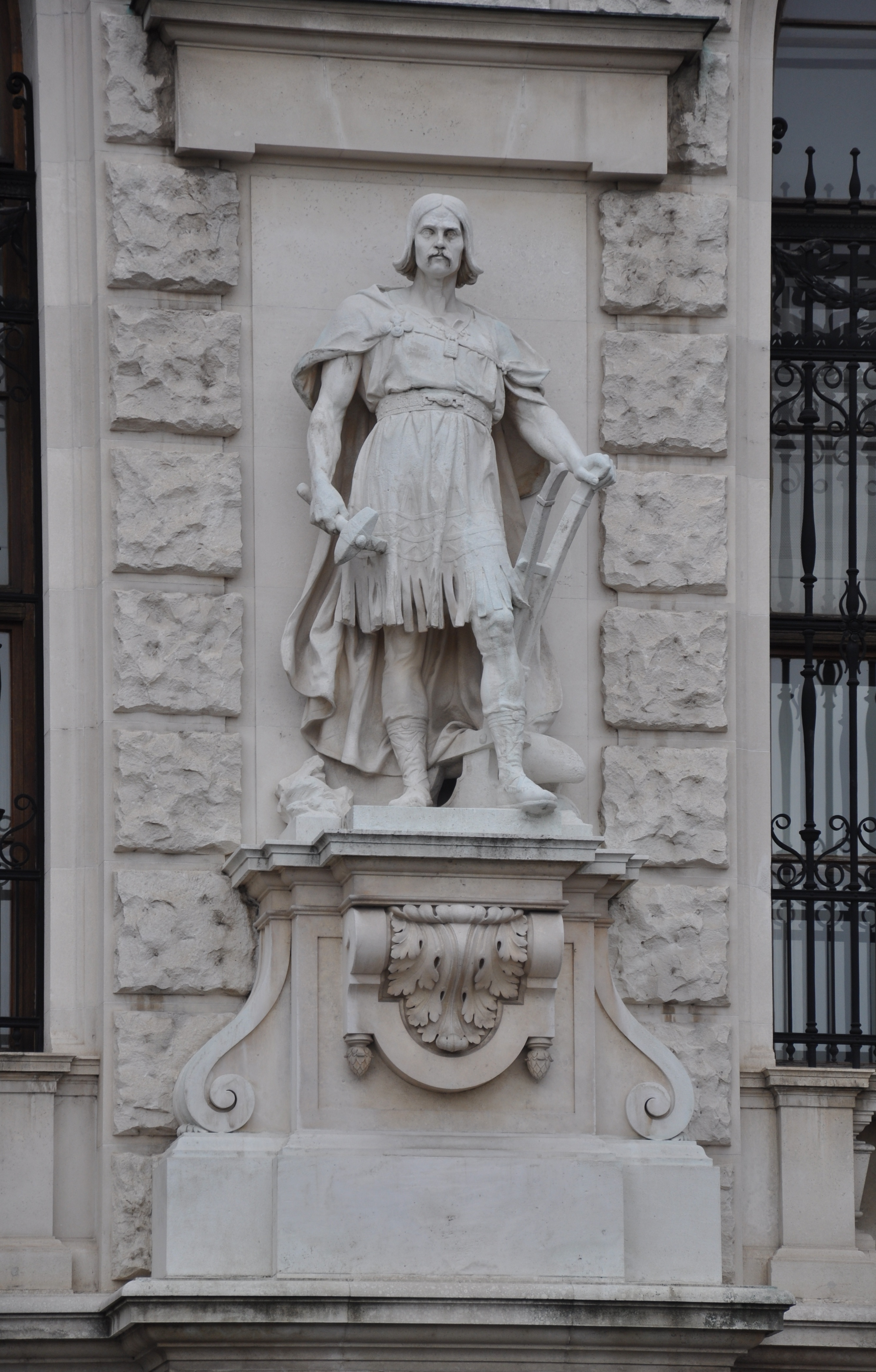
Statue „Slawe“
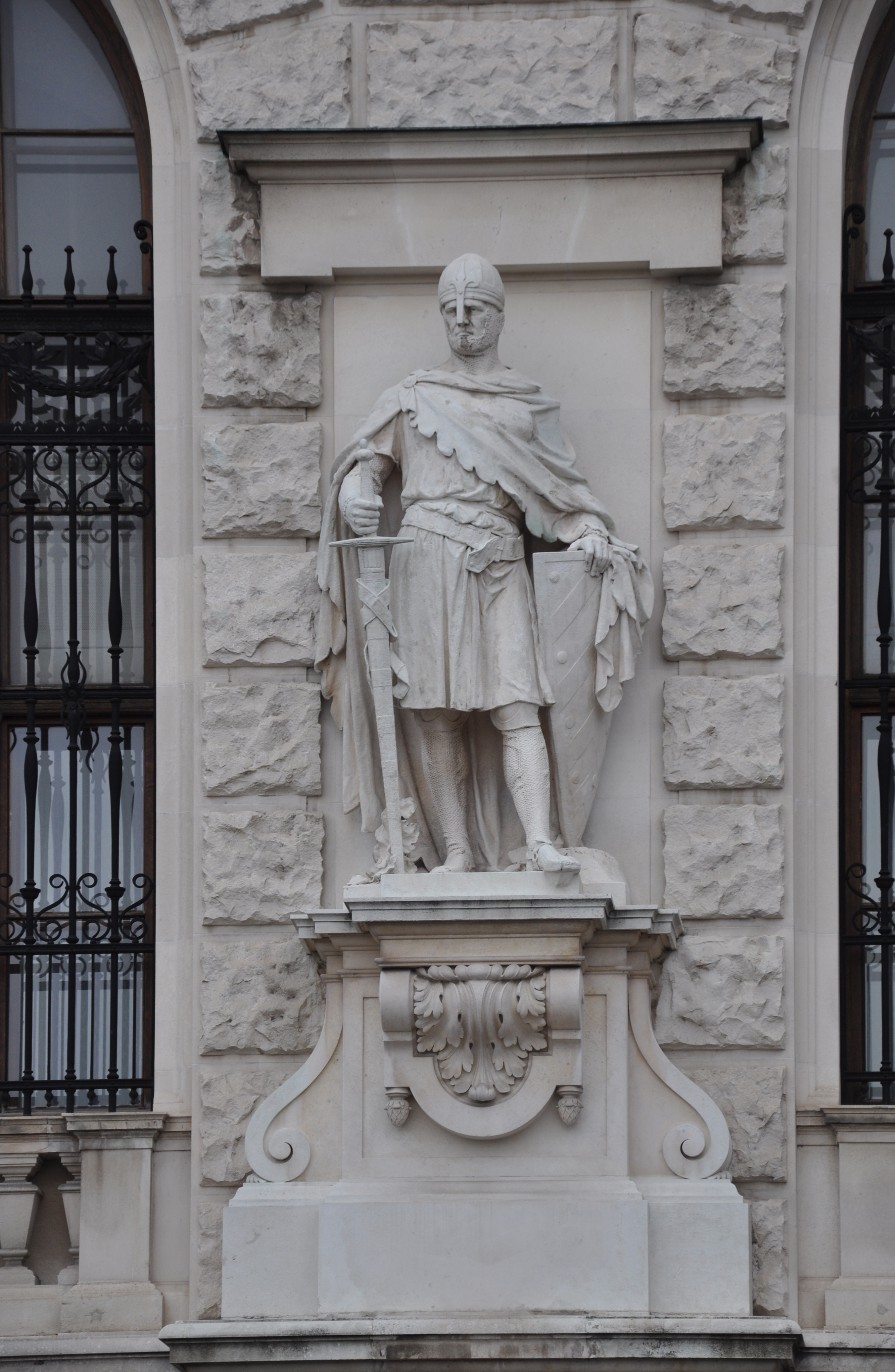
Statue „Fränkischer Graf“
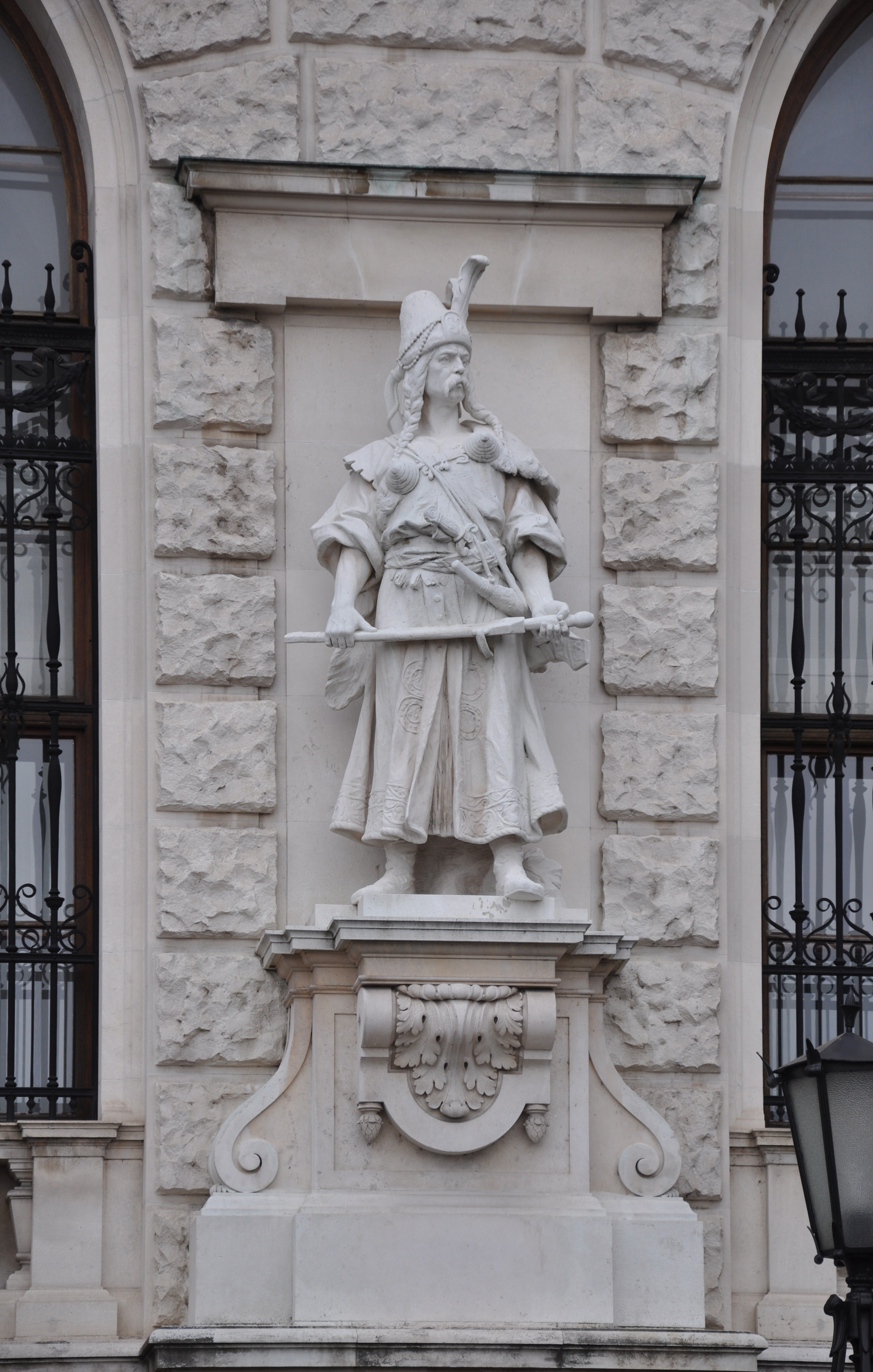
Statue „Magyare“
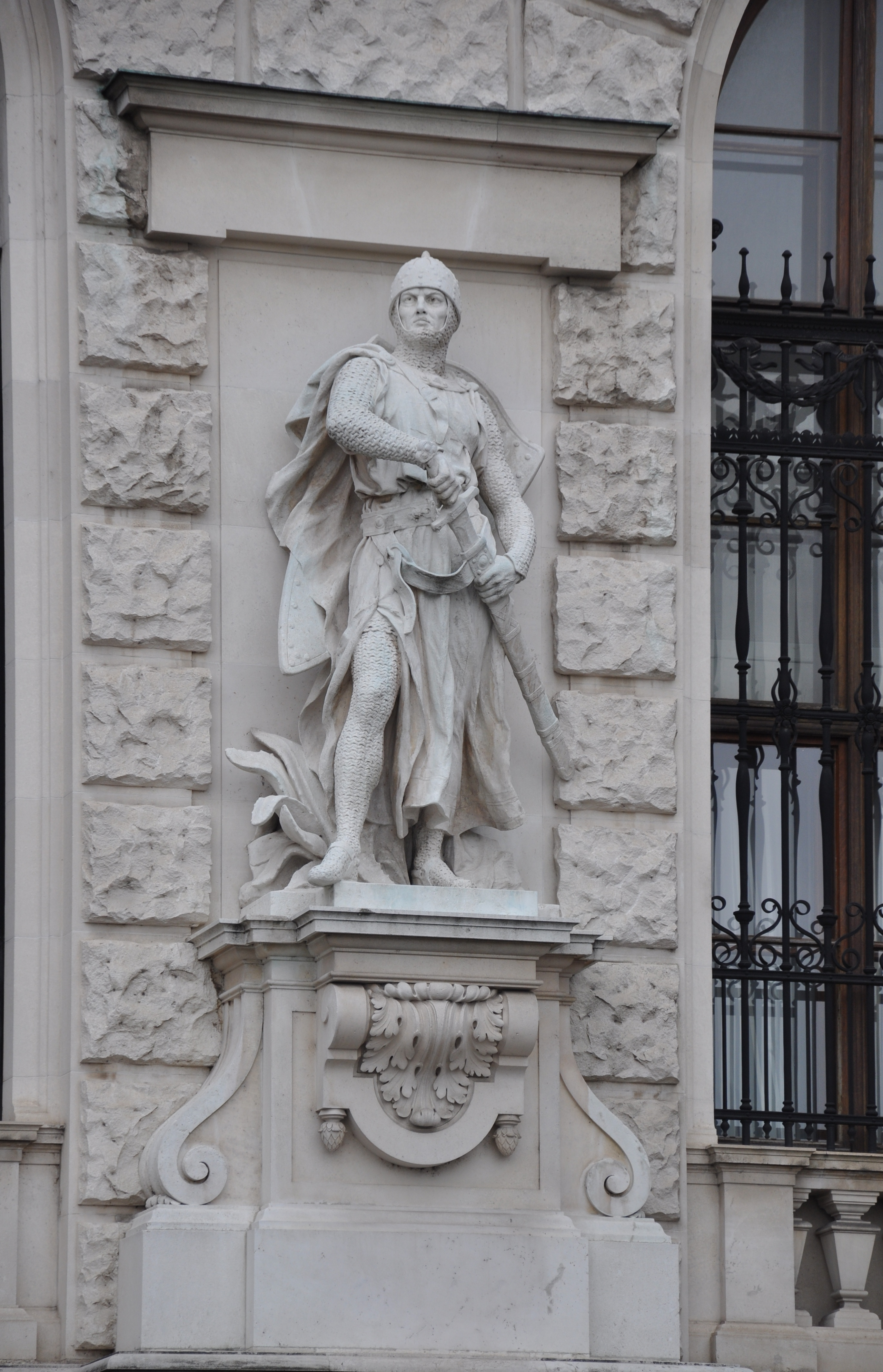
Statue „Kreuzfahrer“
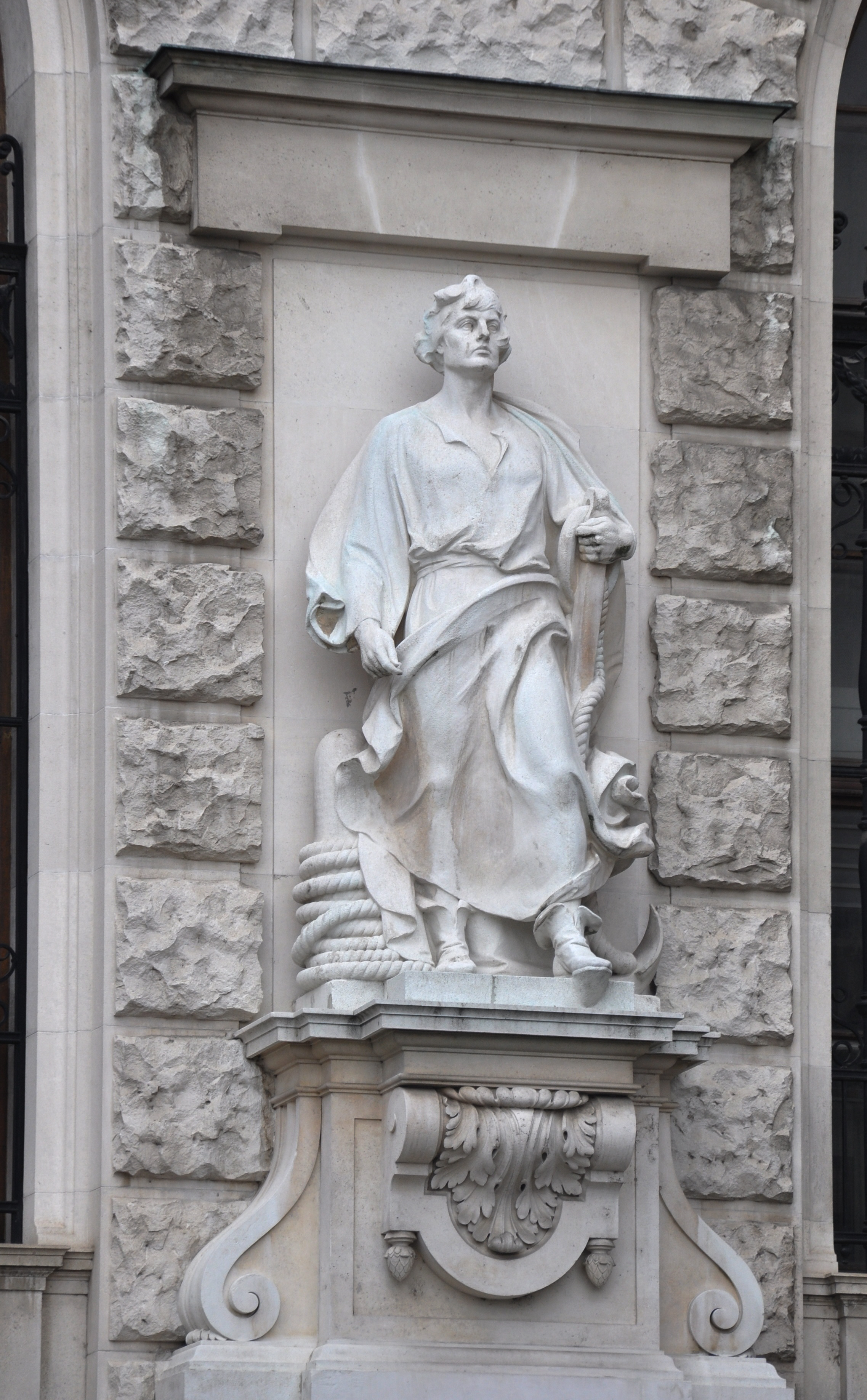
Statue „Seefahrer“
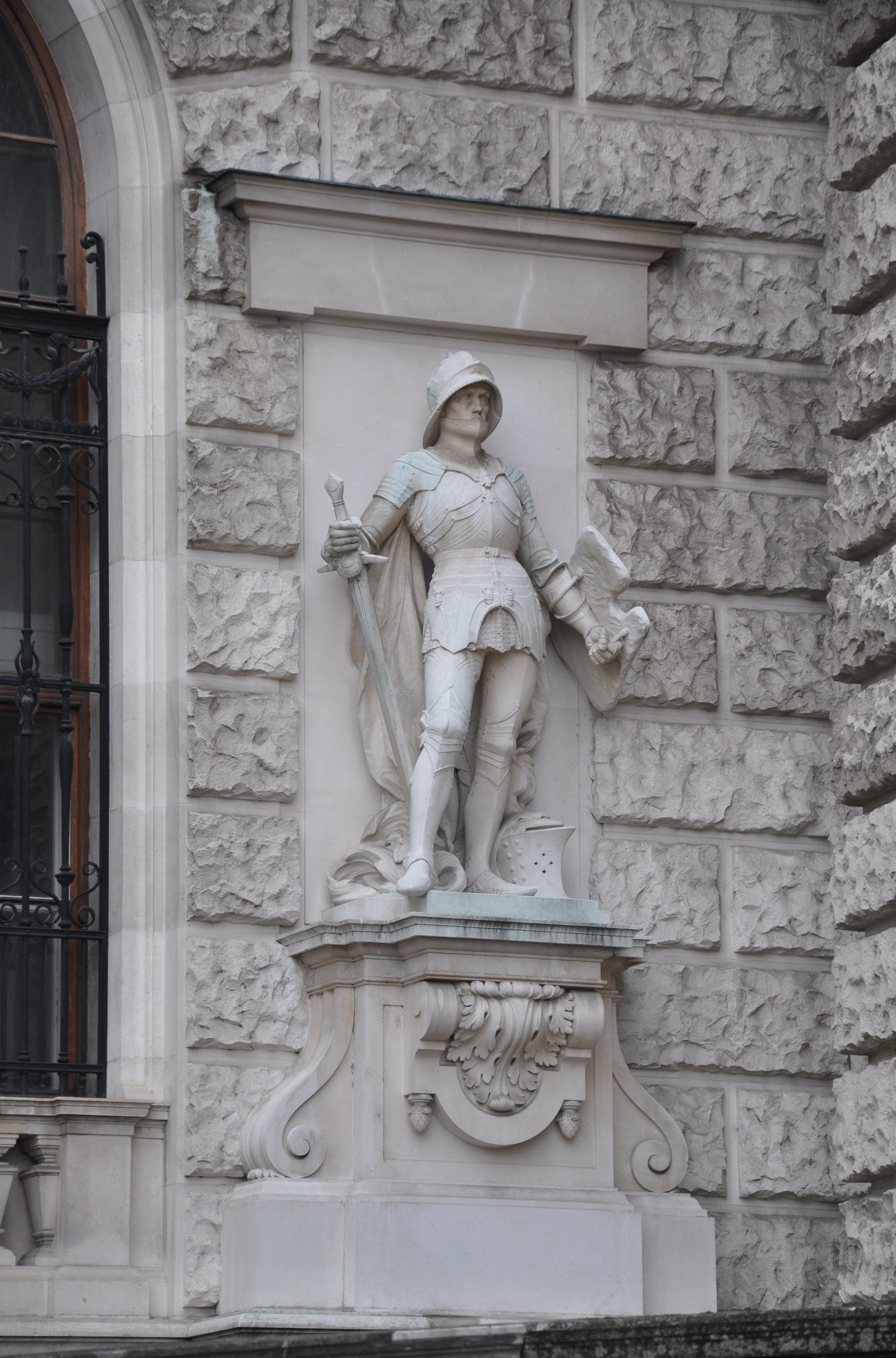
Statue „Ritter“

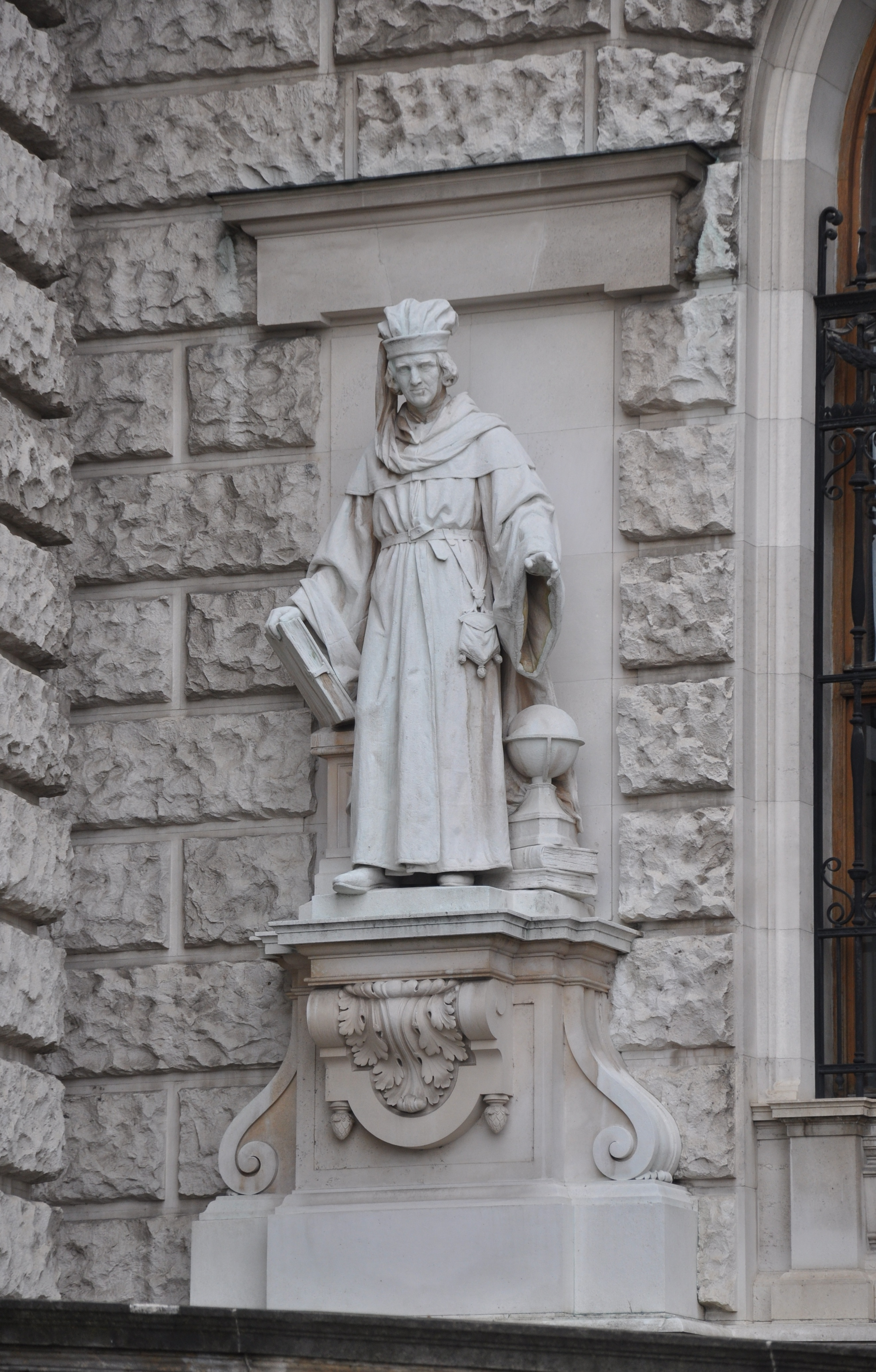
Statue „Magister“
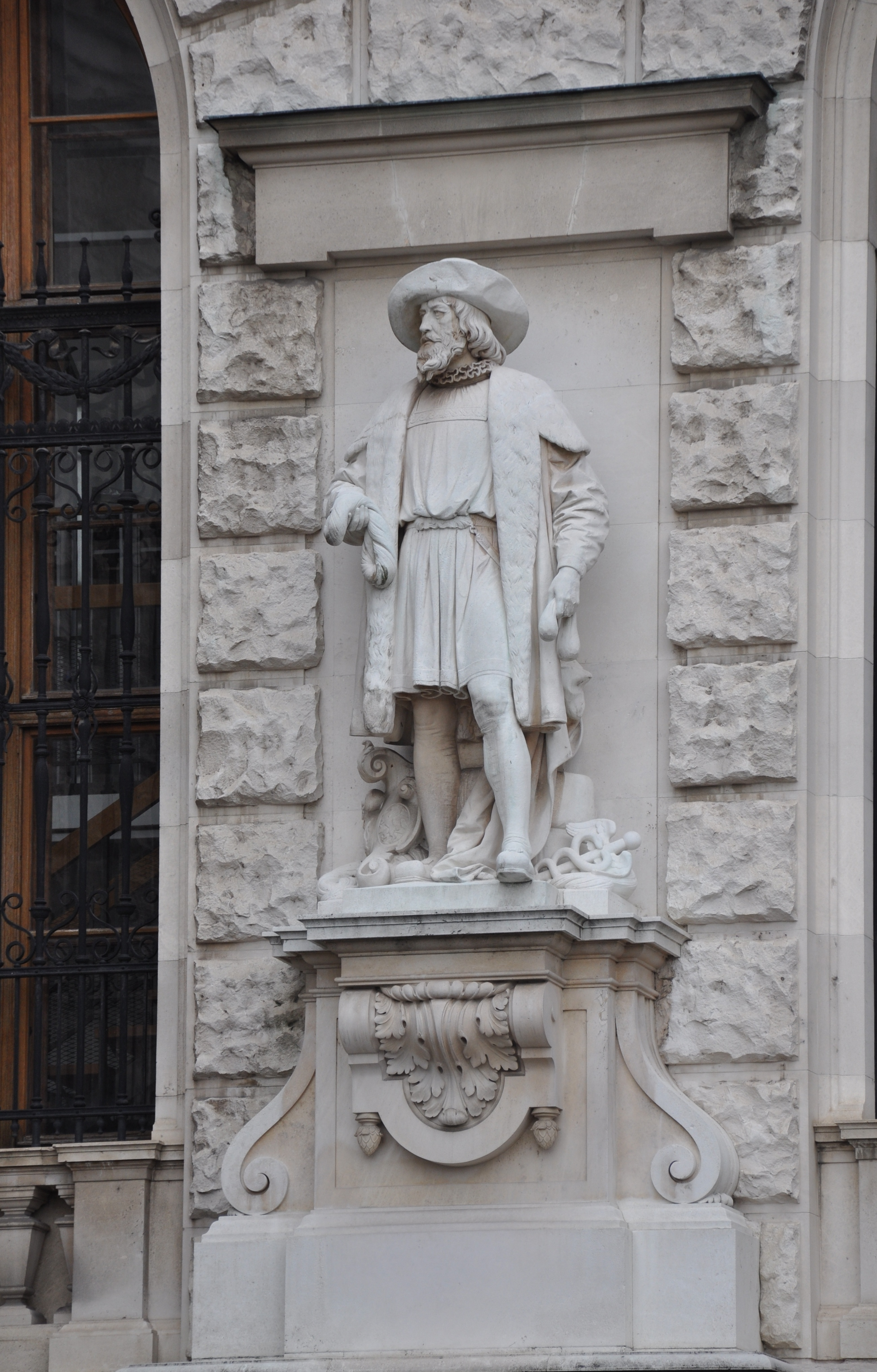
Statue „Kaufherr“
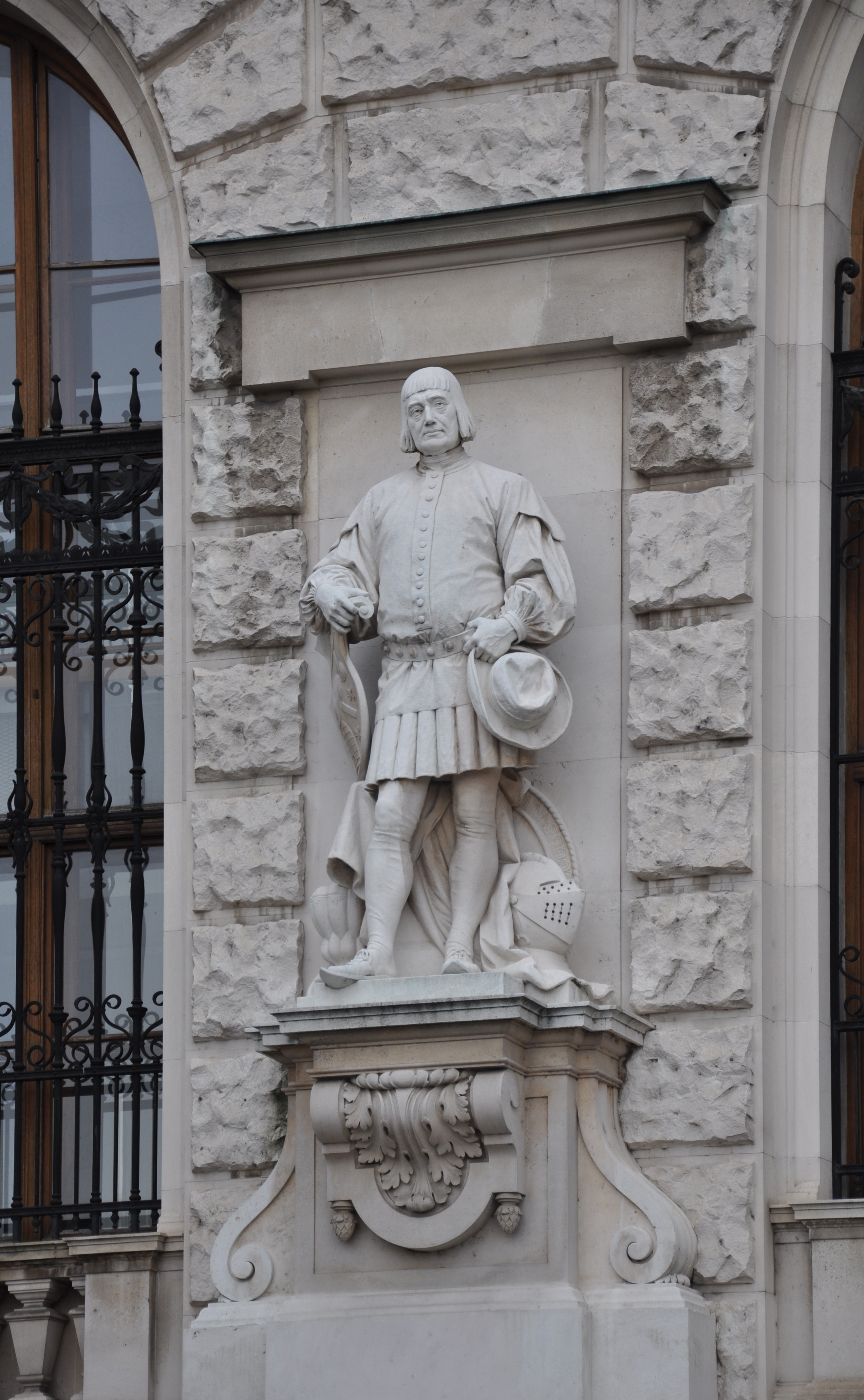
Statue „Bürger“
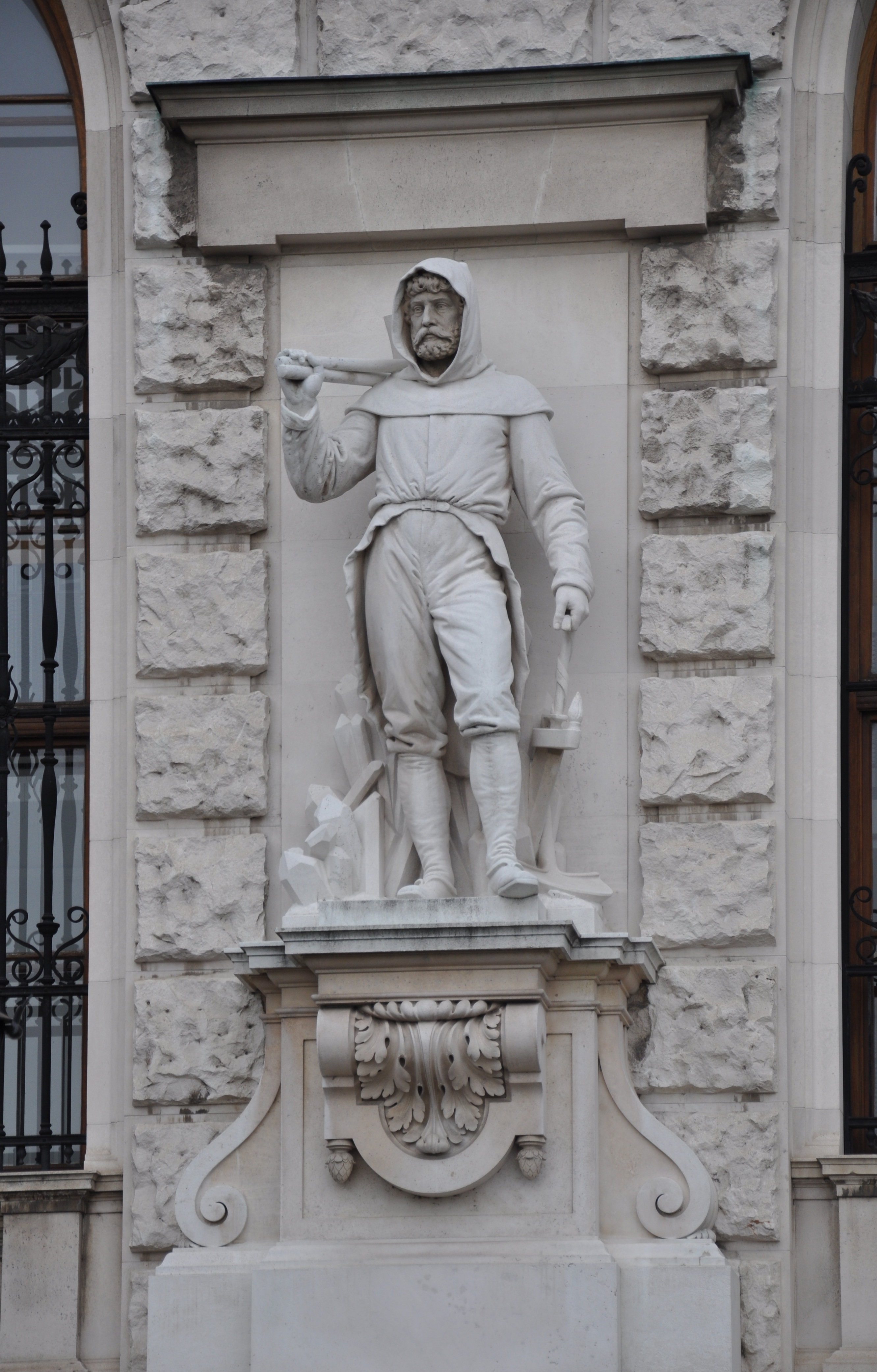
Statue „Bergmann“
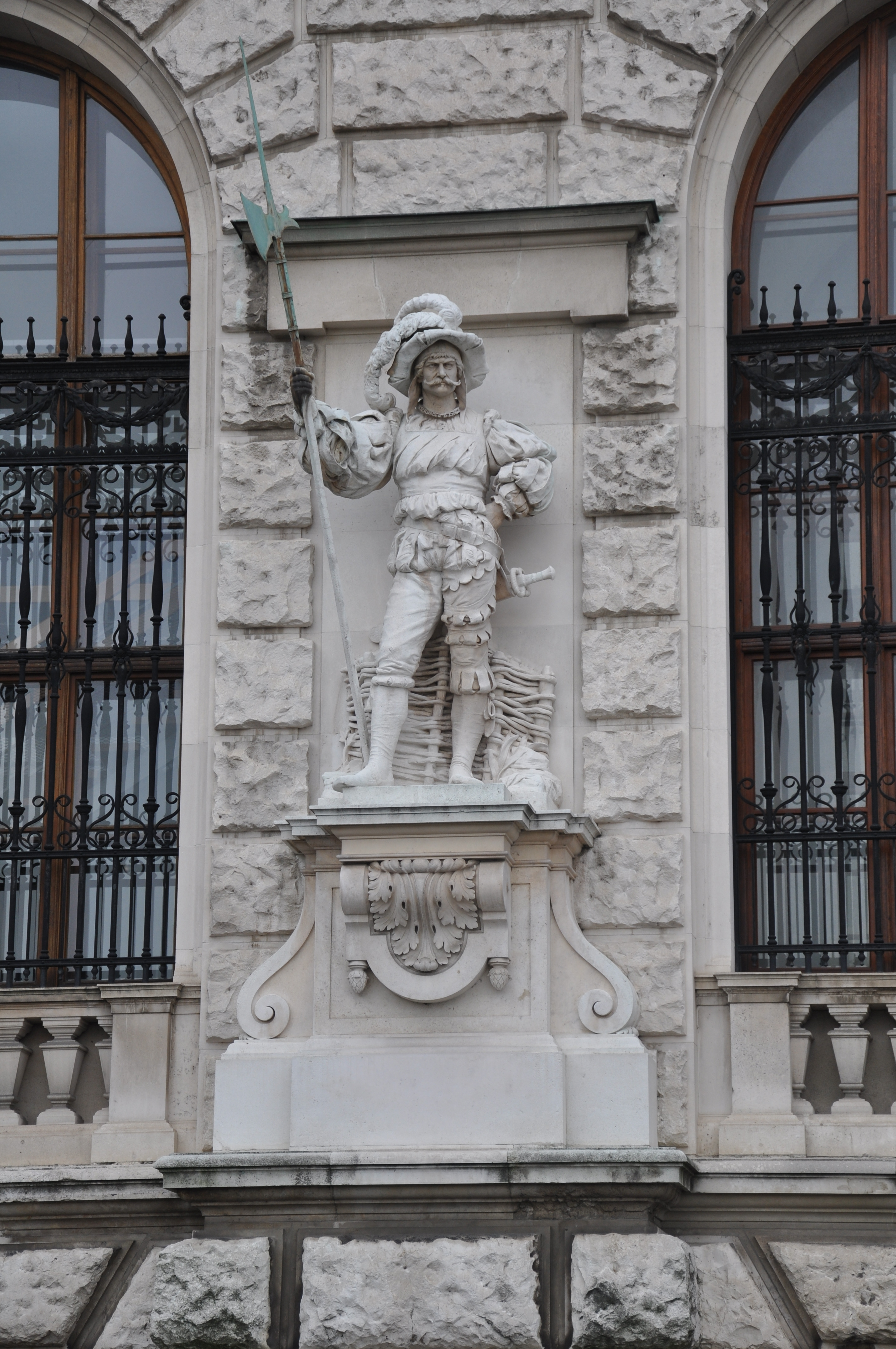
Statue „Landsknecht“
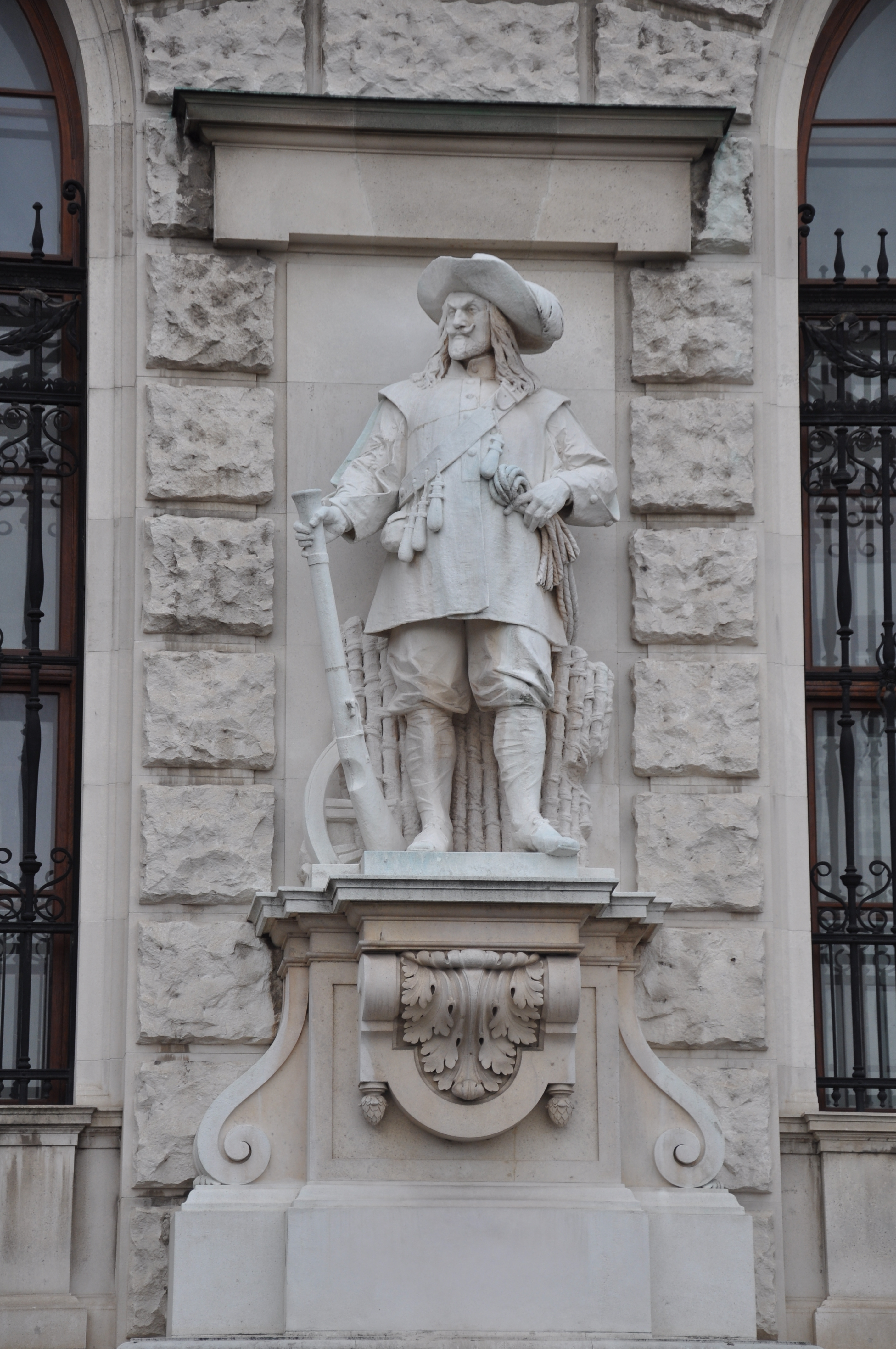
Statue „Wallensteinischer Soldat“
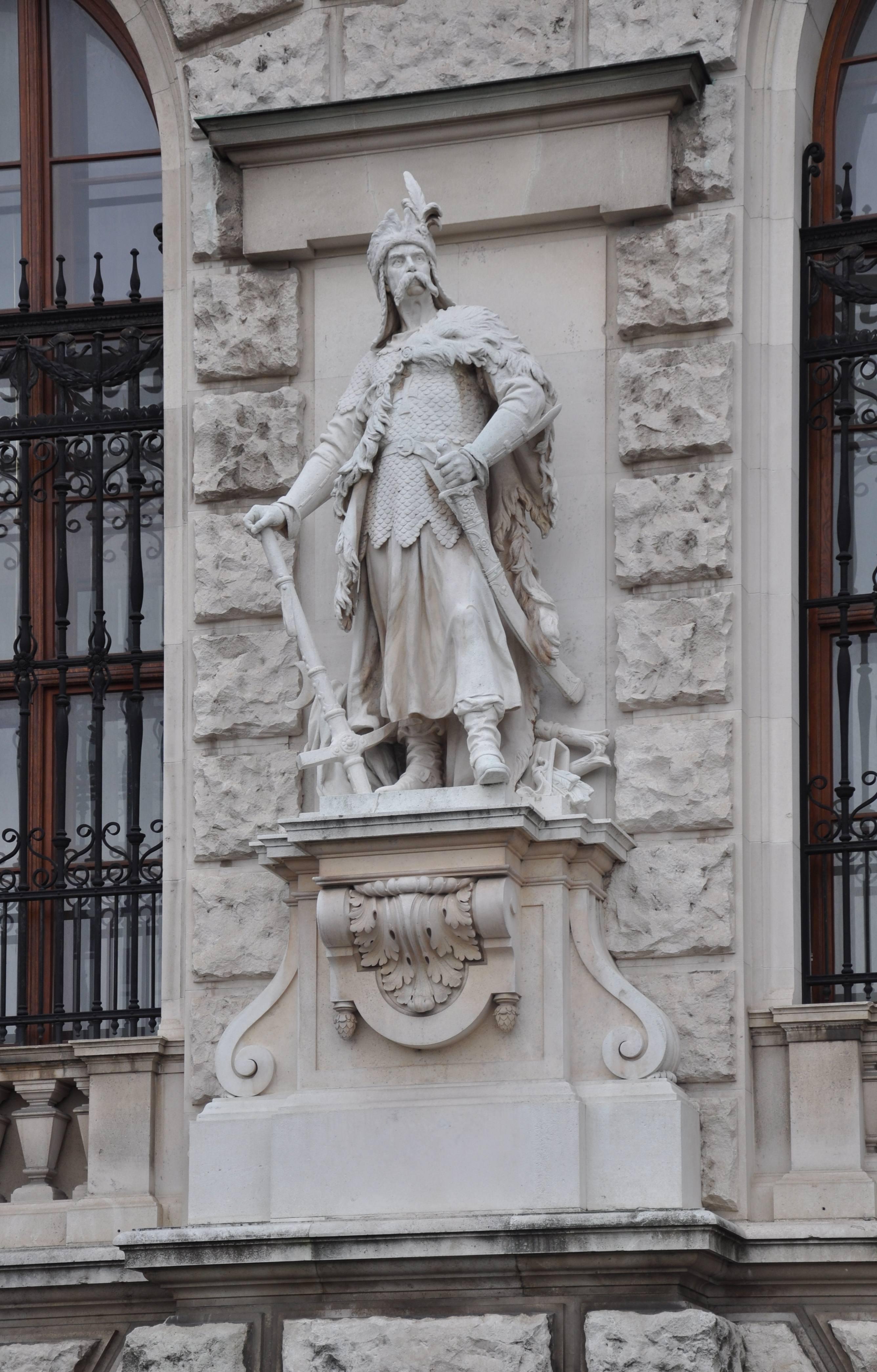
Statue „Pole“
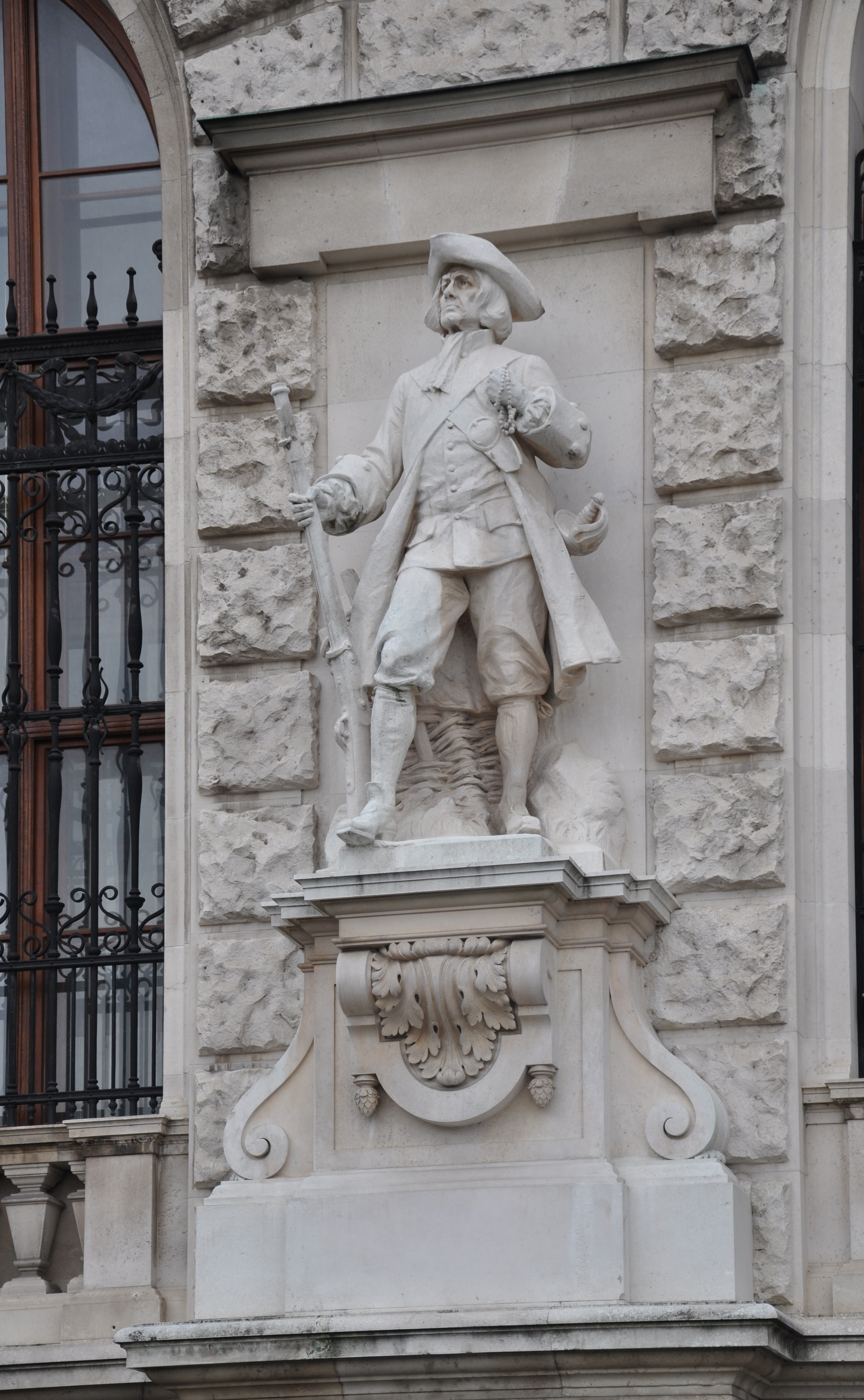
Statue „Wiener Bürger“
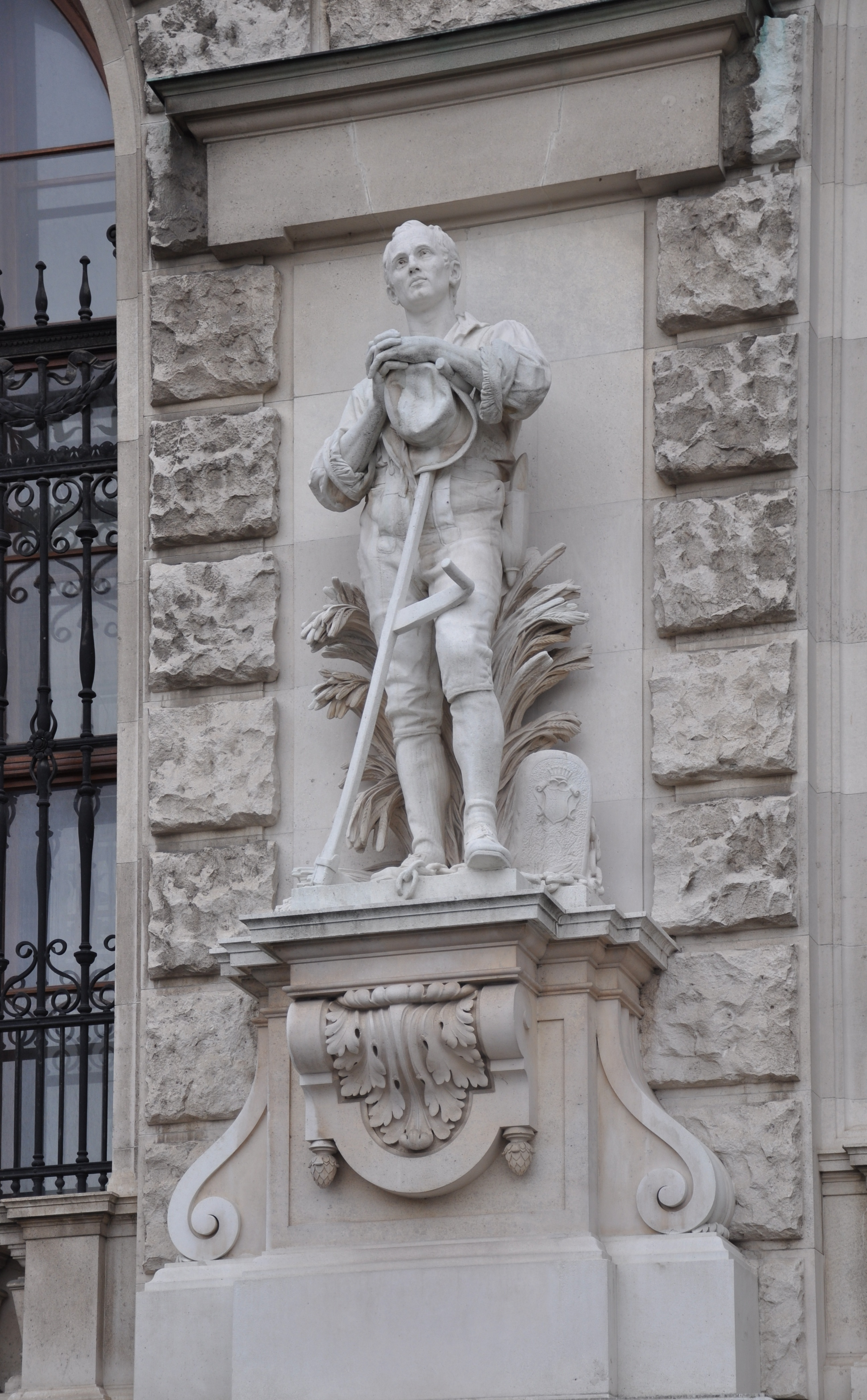
Statue „Befreiter Bauer“
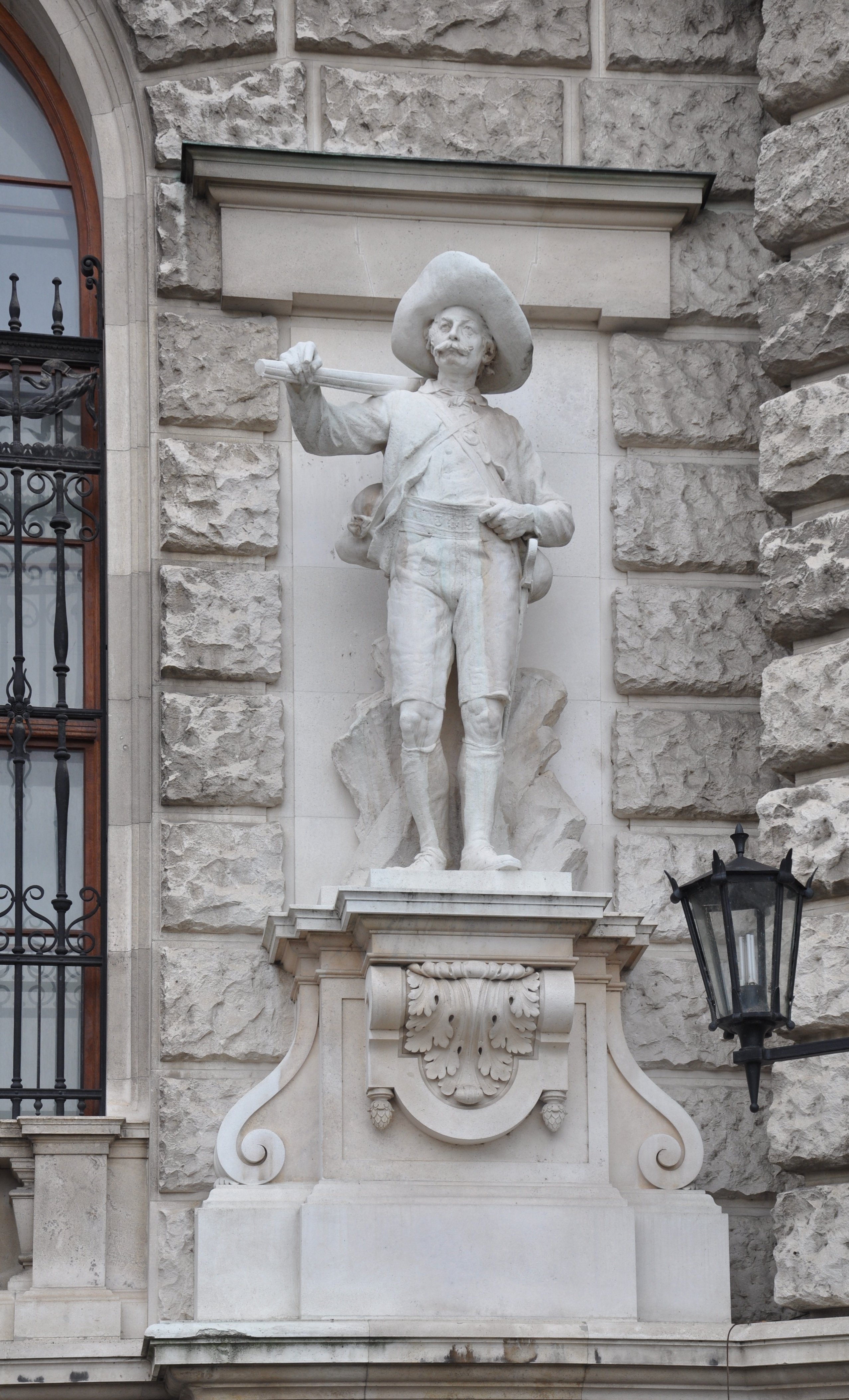
Statue „Tiroler“